# Вікі любить Землю
Вікі любить Землю (англ. Wiki Loves Earth) — щорічний міжнародний фотоконкурс пам'яток природи. Учасники фотографують об'єкти природно-заповідних фондів країн, що беруть участь у конкурсі, і завантажують їх на Вікісховище. Метою проєкту є формування якомога ширшої бази фотографій пам'яток природи світу, наповнення Вікіпедії та інших вікіпроєктів, а також сприяння охороні довкілля і захисту природи.
Конкурс був започаткований в Україні у 2013 році, а з 2014 року став міжнародним. За тринадцять років проведення (2013—2025) завдяки конкурсу було завантажено понад мільйон світлин пам'яток природи із різних країн.
Станом на початок 2025 року у міжнародному конкурсі щорічно беруть участь понад 55 країн. Міжнародний етап конкурсу проходить протягом травня—липня. Переможці конкурсу визначаються на міжнародному та локальних етапах.

## Ідея
Ідея цього конкурсу виникла після успішного проведення громадською організацією «Вікімедіа Україна» у вересні 2012 року фотоконкурсу «Вікі любить пам'ятки», метою якого є збирання фотографій пам'яток історичної та культурної спадщини України.
Необхідність започаткування фотоконкурсу краєвидів вперше озвучили у 2012 році під час щорічної «Конференції Вікімедіа» (Wikimedia Conference) під час обговорення ймовірних спільних проєктів, обговорення продовжилося на вікіконференції CEE meeting 2012 у Белграді, де на підсумковому засіданні про намір провести фотоконкурс пам'яток природи «Вікі любить Землю» сказали представники України (Є. Букет, В. Семенюк).

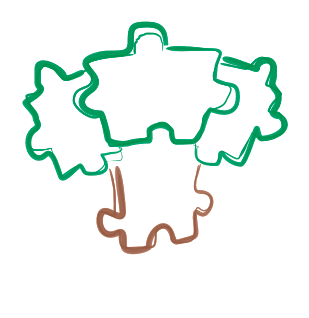
Перший логотип фотоконкурсу (2013)

## Історія

### 2013
Вперше конкурс був проведений з 15 квітня по 15 травня 2013 в Україні громадською організацією «Вікімедіа Україна». Оргкомітет очолив краєзнавець Євген Букет.
У ході підготовки до конкурсу оргкомітетом сформовано перелік із 7384 об'єктів природно-заповідного фонду України. В Україні це був перший вільнодоступний в інтернеті перелік заповідних об'єктів, а сам конкурс, за висловом заступника голови Національного екологічного центру України Олексія Василюка, це — «перша в історії України база фотографій природно-заповідних територій».
У конкурсі 2013 року взяли участь 365 людей, завантаживши у Вікісховище 11736 фотографій 1104 об'єктів ПЗФ. Успіх проведеного в Україні конкурсу викликав інтерес серед вікімедійців інших країн.

### 2014

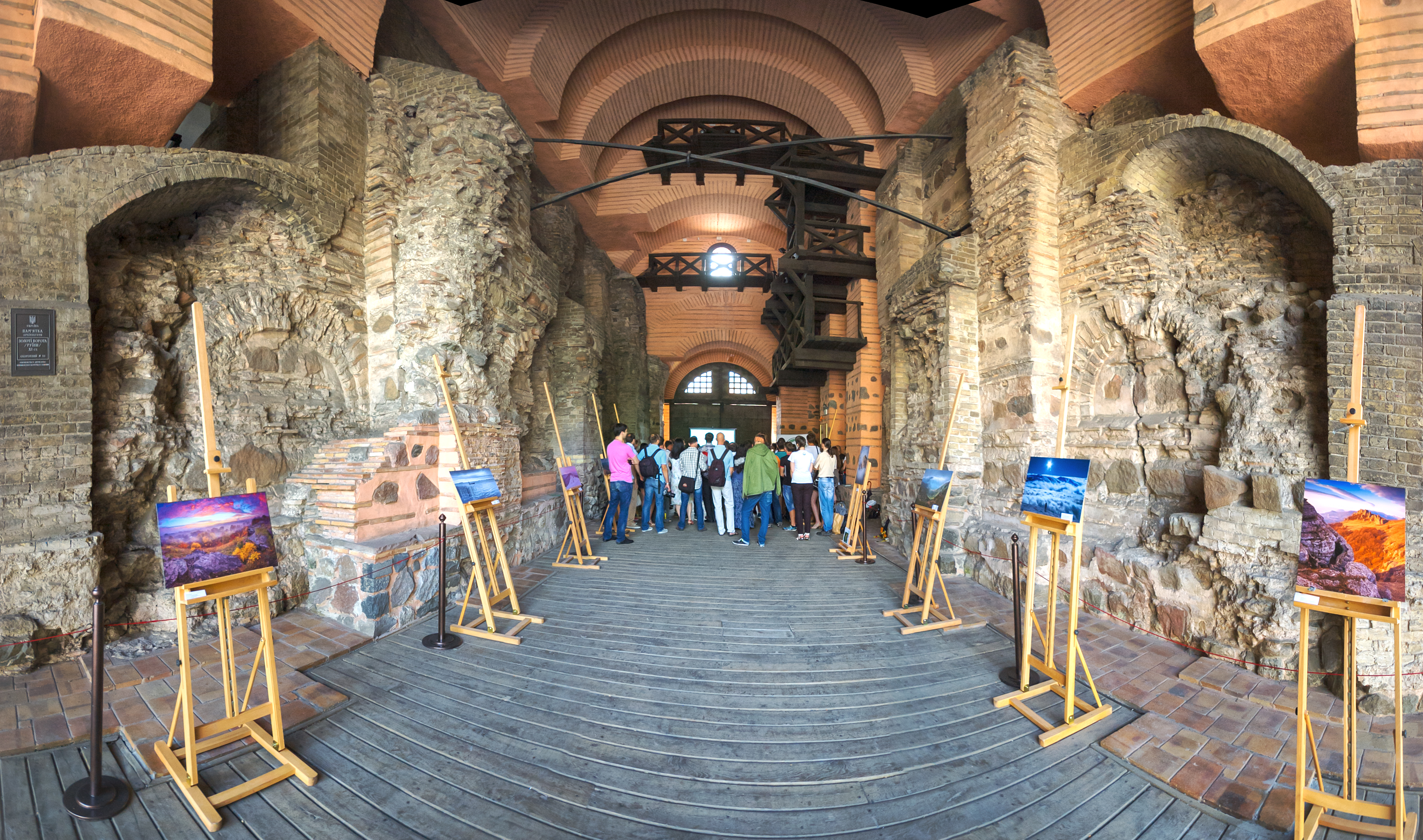
Виставка робіт переможців 2014 року на церемонії нагородження у музеї «Золоті ворота»

У 2014 році впродовж травня-серпня конкурс зголосилися проводити 16 країн: Австрія, Азербайджан, Алжир, Андорра, Бразилія, Вірменія, Гана, Естонія, Індія, Іспанія, Македонія, Непал, Нідерланди, Німеччина, Сербія і Україна. Всього завантажено понад 71 тисяча світлин.
Переможців першого міжнародного фотоконкурсу «Вікі любить Землю» оголошено 12 грудня 2014 року. Міжнародне журі складалося з 7 осіб, більшість з яких мають досвід у сфері фотографії природи: Дієго Дельсо (Іспанія/Німеччина), Мухаммад Махді (Танзанія/Індія), Хуліан Монхе-Нахера (Коста-Рика), Сузанна Планк (Австрія), Естер Соле (Іспанія), Олег Жарій (Україна) і вікімедієць Wikimk (Македонія). Перше місце на конкурсі здобула світлина з України — вид на Карпатський національний природний парк з Говерли (автор: Дмитро Балховітін).
В українській частині конкурсу з 1 до 31 травня взяли участь 416 людей, які завантажили у Вікісховище 12 089 світлин 1324 об'єктів ПЗФ. Церемонія нагородження відбулася 12 липня 2014 в «Золотих воротах» у Києві.

### 2015

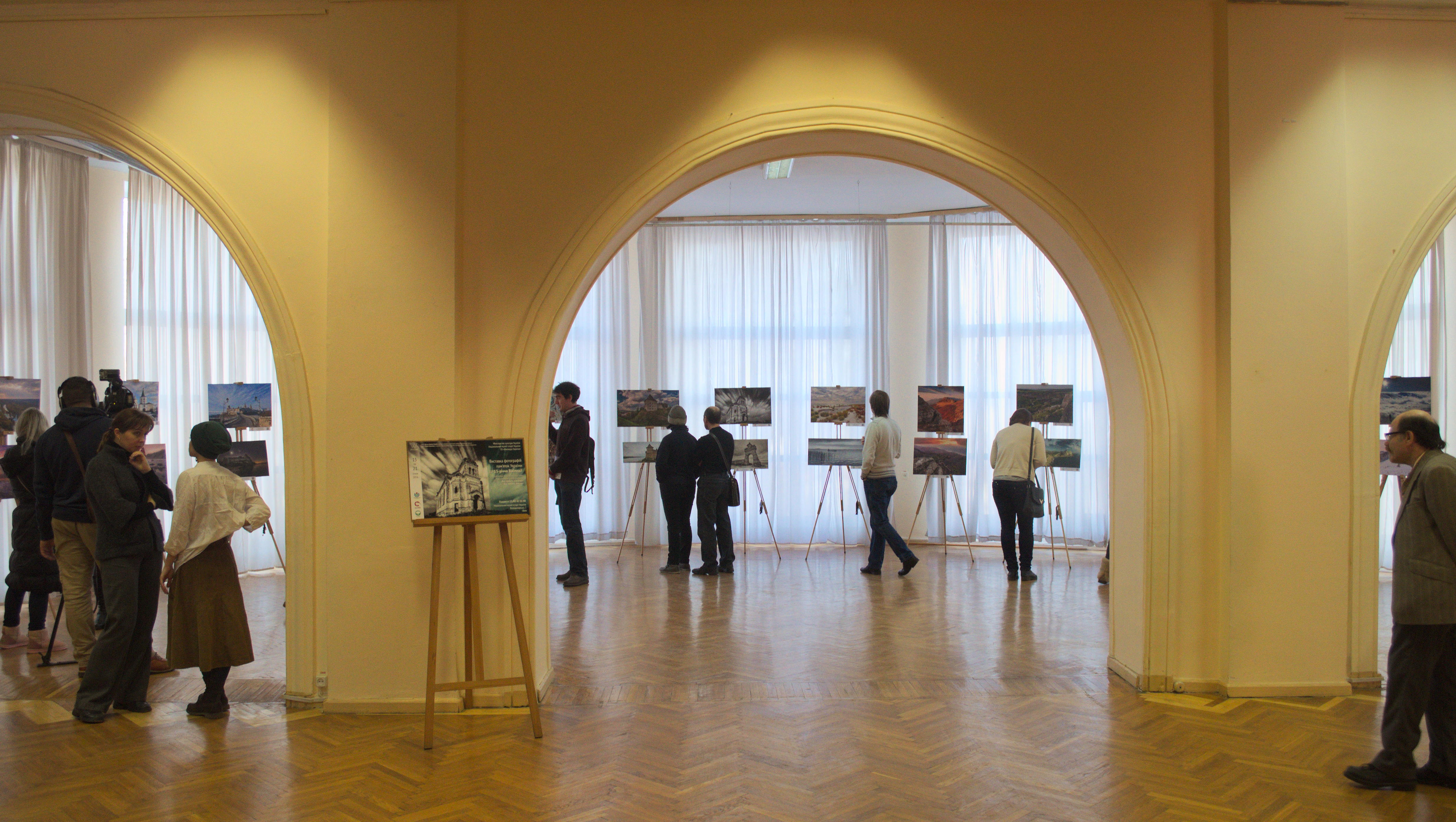
Виставка робіт у Національному музеї історії України, 2016

Фотоконкурс у травні — червні проводився у 26 країнах. Його учасники завантажили понад 100 тисяч світлин.
В українській частині конкурсу взяли участь взяли участь 172 особи, які завантажили фотознімки 1694 природних пам'яток України — близько 14,7 тисяч світлин. Паралельно з фотоконкурсом в українській частині Вікіпедії проходив конкурс статей «Пам'ятки природи у Вікіпедії»
Усього ж за три роки існування конкурсу, учасники його української частини сфотографували 2470 об'єктів природно-заповідного фонду, що становить 30 % від представлених у списках. Загалом зібрано понад 38,4 тис. фотографій.
Церемонія нагородження авторів найкращих фотографій та найбільшої кількості сфотографованих об'єктів природно-заповідного фонду України відбулася 12 вересня 2015 року у Великій лаврській дзвіниці Національного Києво-Печерського історико-культурного заповідника. Також у цей день нагороджено переможців конкурсу статей «Пам'ятки природи у Вікіпедії».

### 2016

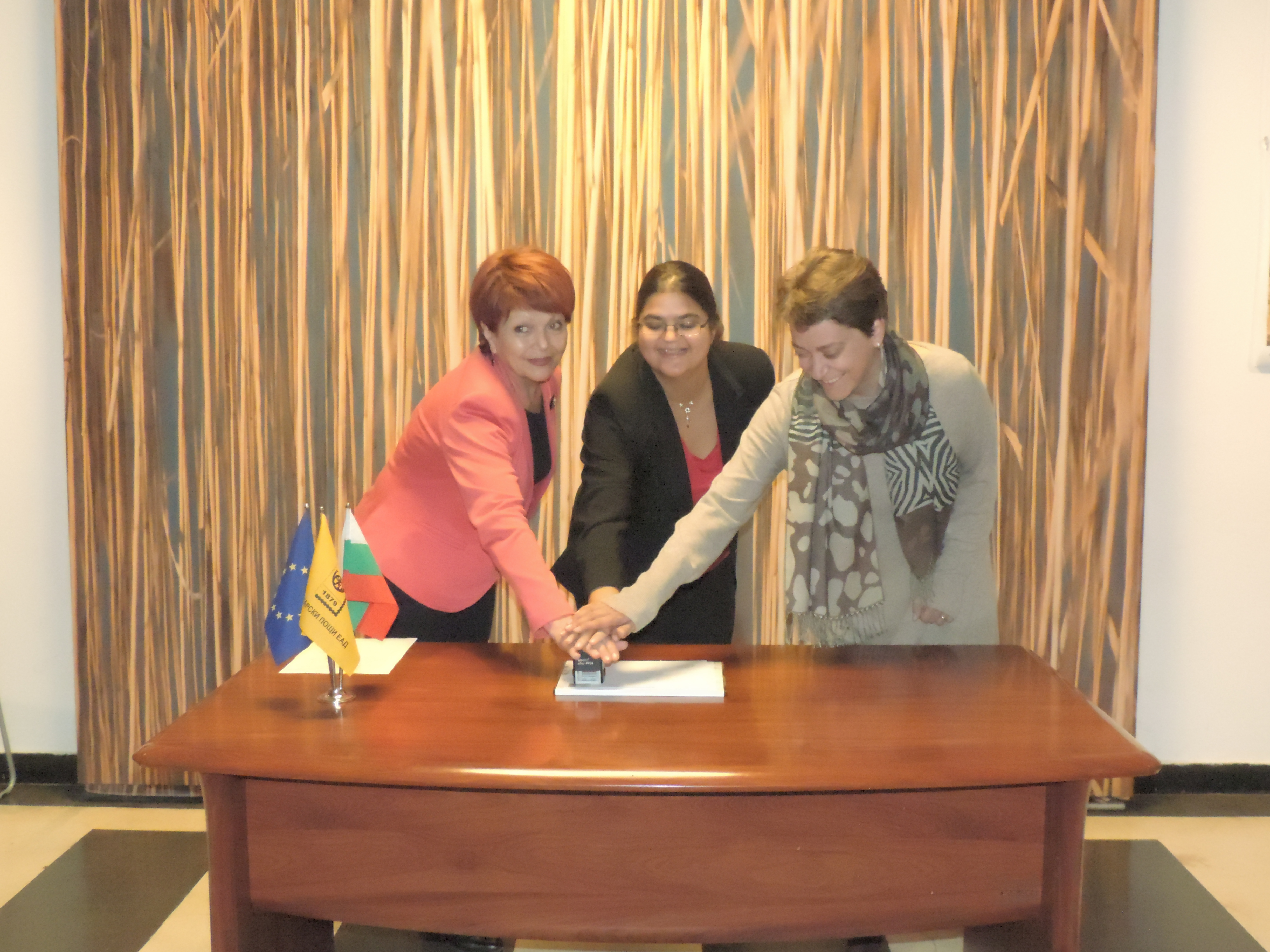
Урочисте погашення поштової марки, присвяченої фотоконкурсу «Wiki Loves Earth» у Болгарії

Фотоконкурс у травні — червні проводився у 26 країнах (національні етапи) та 120 країнах у межах спеціального фотоконкурсу «Вікі любить Землю: біосферні заповідники», який проходив за підтримки ЮНЕСКО.
Учасники WLE 2016 завантажили майже 118 тисяч світлин. Найбільше — з Індії (32402). 7 жовтня 2016 в Національному природознавчому музеї Болгарії було урочисто погашено і запущено в обіг поштову марку, присвячену фотоконкурсу «Вікі любить Землю». Марка розміром 40×30 мм, номінальна вартість — 2 лева, тираж — 11000 штук.
В українській частині конкурсу з 1 по 31 травня завантажено 11 503 фото. Учасники побачили та зафіксували 1900 об'єктів природно-заповідного фонду.
Церемонія нагородження переможців українських частин фотоконкурсів «Вікі любить Землю» і «Вікі любить пам'ятки» відбулася 3 грудня в Національному музеї історії України.
Виставка найкращих робіт фотоконкурсів «Вікі любить пам'ятки» та «Вікі любить Землю», що була представлена на церемонії нагородження (34 фотокартини 21 автора) також виставлялась протягом 2017 року у Хмельницькому, Сєвєродонецьку, Лисичанську, Тернополі, Херсоні, Меджибожі, Кам'янці-Подільському, Вінниці, Львові, Глухові.

### 2017
Фотоконкурс у травні — червні проводився у 36 країнах (національні етапи) та вдруге в 120 країнах у межах спеціального фотоконкурсу «Вікі любить Землю: біосферні заповідники», який проходив за підтримки ЮНЕСКО. Загалом було завантажено понад 133 тисячі світлин. Найбільше — з Індії (28968).
В Україні п'ятий конкурс став рекордним за кількістю фото. З 1 по 31 травня 357 учасників завантажили 15202 фото. Учасники побачили та зафіксували 1866 об'єктів природно-заповідного фонду.
Церемонія нагородження української частини конкурсу відбулася 7 жовтня 2017 в Національному науково-природничому музеї НАН України. Також у музеї цього дня відкрилася виставка найкращих світлин заповідної природи України, яка протягом наступного року побувала у Глухові, Херсоні, Запоріжжі, Покровському, Дніпрі.

### 2018
Фотоконкурс у травні — липні проводився у 32 країнах (національні етапи) та втретє в 120 країнах у межах спеціального фотоконкурсу «Вікі любить Землю: біосферні заповідники», який проходив за підтримки ЮНЕСКО.
Учасники WLE 2018 завантажили понад 94 тисячі світлин. Найбільше — з Німеччини (24046).
В Україні з 1 по 31 травня 286 учасників завантажили 10560 фото 1923-х об'єктів ПЗФ. Церемонія нагородження переможців відбулася 15 грудня в Музеї Шолом-Алейхема.

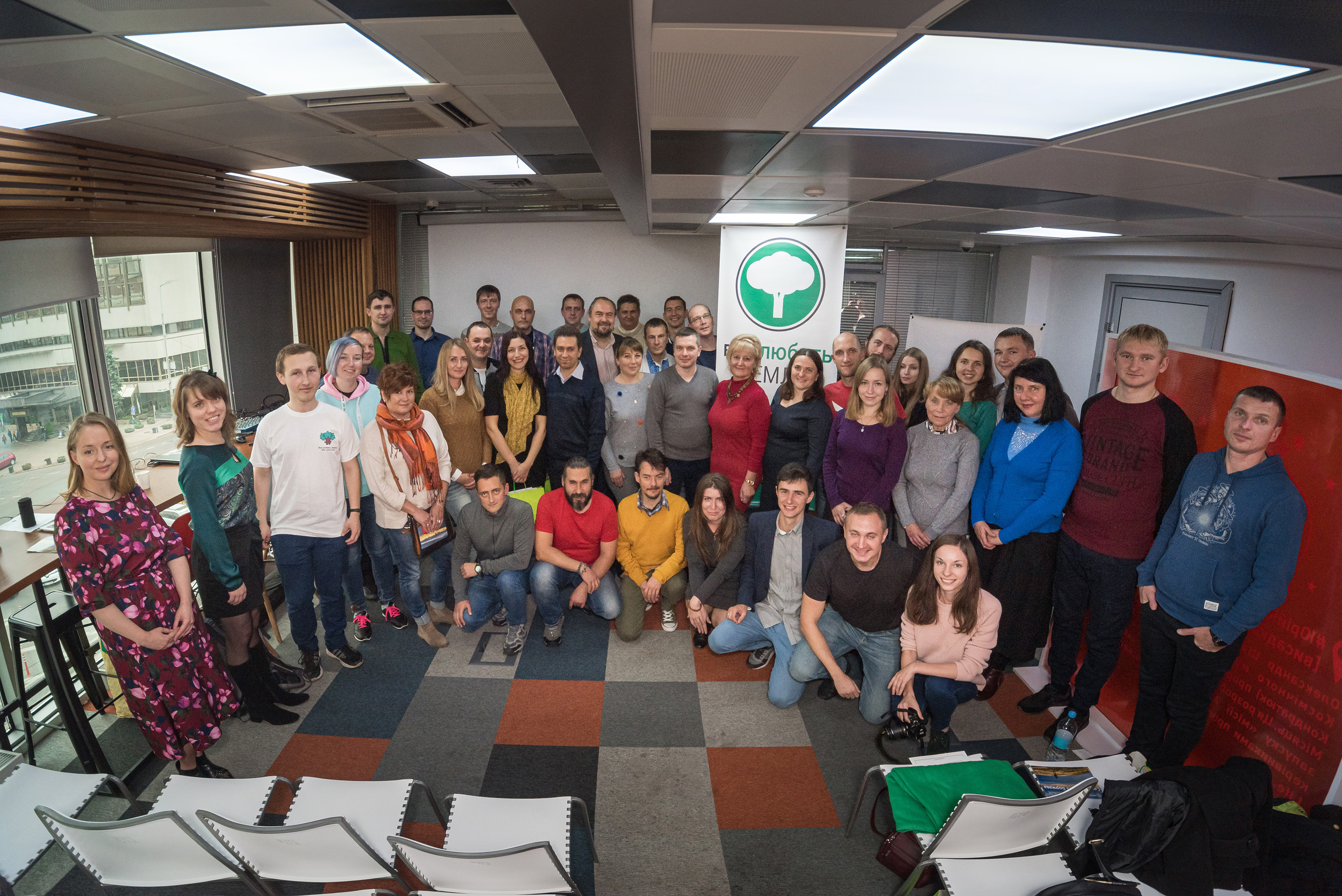
Учасники церемонії нагородження 2019 року у Києві

### 2019
Фотоконкурс у травні — червні проводився у 37 країнах. Було завантажено понад 95 тисяч світлин, включаючи принаймні одну з кожного континенту світу, крім Антарктиди.
В Україні з 1 по 31 травня 307 учасників та учасниць (183 з них брали участь в конкурсі вперше) завантажили 9921 фото пам'яток природи України. Загалом конкурсанти сфотографували 1648 пам'яток, 326 з них вперше за всю історію конкурсу. Цього року також проводилися спецномінації — «Найкраще аерофото» та найкращі фотографії з Києва (втретє). Урочиста церемонія нагородження переможців сьомого фотоконкурсу «Вікі любить Землю» відбулася 26 жовтня в коворкінгу #ПеремогаSpace у Києві.

### 2020
У 2020 році конкурс було продовжено на місяць: міжнародна частина тривала із 1 травня до 31 липня. Причиною продовження стала глобальна пандемія COVID-19 та спричинені нею карантинні обмеження у більшості країн світу. Участь у конкурсі взяли 34 країни, було завантажено понад 108 тисяч фотографій.
В Україні конкурс проходив із 1 по 31 липня і фінішував з показником у майже 20,5 тисячі фото 2330 об'єктів природно-заповідного фонду, які завантажили 476 учасників. Після завершення ВЛЗ-2020 вже понад 50 % об'єктів ПЗФ з конкурсних списків України мають фото у Вікісховищі. Цього року учасники також змагалися у спецномінаціях «Найкраща аерофотозйомка», «Найкраще фото степового ПЗФ», «Неприємні відкриття», «Відео» та спецномінаціях для київських світлин («Найкраще фото заповідного Києва», «Тваринний світ заповідного Києва», «Здоров'я та природа Києва», «Найкраще фото НПП „Голосіївський“»). Церемонія нагородження переможців відбулася 14 листопада 2020 онлайн.

### 2021
У восьмому міжнародному фотоконкурсі «Вікі любить Землю» взяли участь 34 країни та території. З 1 травня до 31 серпня до Вікісховища було завантажено понад 64 тисячі фотографій пам'яток природи від понад 4300 людей. Місцеві команди організаторів провели відбір і надіслали для участі у міжнародній частині фотоконкурсу по 15 світлин: 10 пейзажних та 5 макрофотографій. Відповідно вперше було оголошено переможців у двох окремих категоріях.
За кількістю завантажених світлин — Україна посіла друге місце серед 34 країн-учасниць. Цьогоріч 330 учасників та учасниць завантажили понад 11 тисяч фотографій об'єктів природно-заповідного фонду України. Більше світлин подали лише конкурсанти з Німеччини — понад 13 тисяч знімків. Церемонія нагородження переможців національної частини «Вікі любить Землю» 2021 проходила 14 листопада онлайн. Окрім традиційних номінацій «За кількісний внесок», «Найкращі фотографії областей» та «Найкраще фото ВЛЗ», цього року учасники також змагалися у спецномінаціях «Захист заповідних територій», «Найкраще фото водно-болотного угіддя», «Відео», «Найкраща аерофотозйомка», «Найкраще фото Голосіївського нацпарку», «Природа і люди в Києві».
Цього року вперше спільно з Управлінням Верховного комісара ООН з прав людини (OHCHR) було організовано ініціативу Wiki4HumanRights, що має на меті збільшити доступ до знань про захист довкілля та вплив людини на природу. У межах спецномінації можна подавати фото на такі теми:
- Глобальне потепління (зміни в погоді, гідрологічному режимі або досвіді взаємодії людини з природними ландшафтами через глобальне потепління; зміни в ландшафтах або екосистемах через вплив людини);
- Втрата біорізноманіття або ознаки негативного впливу змін у довкіллі на тварин чи рослин;
- Руйнування, спричинені промисловим видобутком природних ресурсів (зокрема гірничою промисловістю та лісовим господарством), а також супутнє забруднення;
- Зникнення ландшафтів, фрагментація екосистем.[35][36]

### 2022
Конкурс у 2022 році відбувся в 39 країнах та територіях. Участь у кампанії взяли участь 3538 людей з усього світу. Вікісховище отримало майже 50 тисяч нових фото природоохоронних територій. Найбільшу кількість зображень завантажили учасники та учасниці з Німеччини (11 419), Уельсу (5 037) та Казахстану (3 164).
Через повномасштабну російську військову агресію українська частина фотоконкурсу «Вікі любить Землю» не проводилася, а фотографії з Росії не подавалися на міжнародний раунд.
Як альтернативу ГО «Вікімедіа Україна» провела місячник ілюстрування у Вікіпедії та Вікіданих, під час якого усі охочі могли долучитися до ілюстрування статей конкурсними світлинами минулих років.

### 2023
У 2023 році намір проводити «Вікі любить Землю» оголосили 53 країни, конкурс відбувся в 50 з них. Це рекордне одночасне охоплення. 11 країн проводили конкурс вперше.
В Україні фотоконкурс відбувся вдесяте. З міркувань безпеки до участі у ньому приймалися лише файли, зроблені до 23 лютого 2022 року (включно). Конкурс у 2023 році мав на меті зібрати якомога більше архівних світлин української природи, які стануть у пригоді при оцінюванні масштабів втрат та під час відновлення об'єктів природно-заповідного фонду України.
В українській частині фотоконкурсу взяли участь понад 120 учасників та учасниць. Вони завантажили 4633 конкурсних робіт, з них 2018 — на участь у «якісній» номінації. Загалом було сфотографовано 933 об'єкти, з них — 180 вперше. 17 завантажених робіт — це відеофайли, які беруть участь у спеціальній номінації «Відео». За кількістю завантажених світлин Україна посіла третє місце після Німеччини (понад 10 000 світлин) та Уельсу (4 400). Церемонія нагородження українських переможців пройшла 18 листопада в просторі «Освіторія Хаб» у Києві.
У світі в 2023 році було завантажено понад 61700 зображень від понад 3300 користувачів. 42 країни подали своїх локальних переможців на міжнародний етап (загалом 492 місцеві зображення-переможці). Вже втретє відбувалося визначення переможців у двох категоріях: макро фото та пейзажі. Проте, цього разу макро фото отримали місця 1 — 10 загального рейтингу, пейзажі — 11 — 20. Перше та переможне місце посіла світлина Сергія Мірошника з України, зроблена у заказнику Біла Діброва (Деснянський район м. Києва). На фото зображений жук — комаха виду Стрибун перелісковий (Cicindela soluta).
Міжнародна спецномінація «Human Rights and Environment» вперше приймала фотографії з усього світу, а не лише з країн, що брали участь в основному конкурсі. Як результат, було завантажено понад 8500 фотографій, що є рекордною кількістю протягом усіх років для цієї спецномінації.

### 2024
У 2024 році намір проводити «Вікі любить Землю» в період з 1 травня до 31 серпня оголосили 54 країни, конкурс відбувся в 53 з них. Понад 3800 учасників завантажили понад 77000 світлин.
В українській частині фотоконкурсу з 1 по 31 липня 106 учасників завантажили понад 6440 фотографій природоохоронних територій. Цього року в Україні з міркувань безпеки до участі у фотоконкурсі приймалися лише фото, зроблені до 31 березня 2024 року (включно) для звичайних фото та до 23 лютого 2022 року (включно) для знімків з дронів та інших літальних пристроїв.

## Значення
Українська природоохоронна група, багаторічний партнер фотоконкурсу, зазначає:
|  | Конкурс «Вікі любить землю» вже понад десять років відіграє унікальну природоохоронну роль, створюючи найбільший відкритий фотобанк природно-заповідного фонду (ПЗФ) України. Фотобанк конкурсу накопичується на базі Вікісховища та має відкриту ліцензію. Він спонукає українців документувати стан територій ПЗФ щороку, допомагаючи зберігати знання про стан заповідних територій та зміни в екосистемах. Звісно, це також сприяє ілюструванню статей в українській Вікіпедії, присвяченим кожному об’єкту ПЗФ. Завдяки відкритій ліцензії, завантажені учасниками зображення можна використовувати в наукових дослідженнях та освітніх проєктах. |

На думку Аліни Севастюк, керівника відділу з розвитку бізнесу КПМГ в Україні, віце-президента Всеукраїнської ліги зі зв'язків із громадськістю:
|  | Фотопроект “Вікі любить Землю” унікальний за ідеєю, процесом збору та прозорістю оцінки конкурсних робіт. “Вікі любить Землю” — конкурс державного значення, який має довгостроковий ефект і є цінним у багатьох аспектах. “Вікі любить Землю”, на мою думку, виховує патріотизм і гордість за те, що ми живемо у такій красивій країні, та дає багатогранну уяву про вічну красу всієї планети Земля. |

За словами Руслани Маньковської, заступника голови Національної спілки краєзнавців України:
|  | Безперечно, фотоконкурс «Вікі любить Землю» має великі перспективи, і не тільки тому, що Природно-заповідний фонд України, який на сьогодні становить 4,5% площі території України (2815,5 тис. га), у 2015 р. передбачено збільшити до 10,4%, але, як писав класик світової літератури В. Гюго: «Людина працює, облаштовуючи свою оселю, а оселя — її Земля». Усвідомлюючи цю просту істину, захоплюючись красою природи краю, кожен має нести особисту відповідальність за майбутнє рідної землі. |

## Галерея

### Переможці WLE

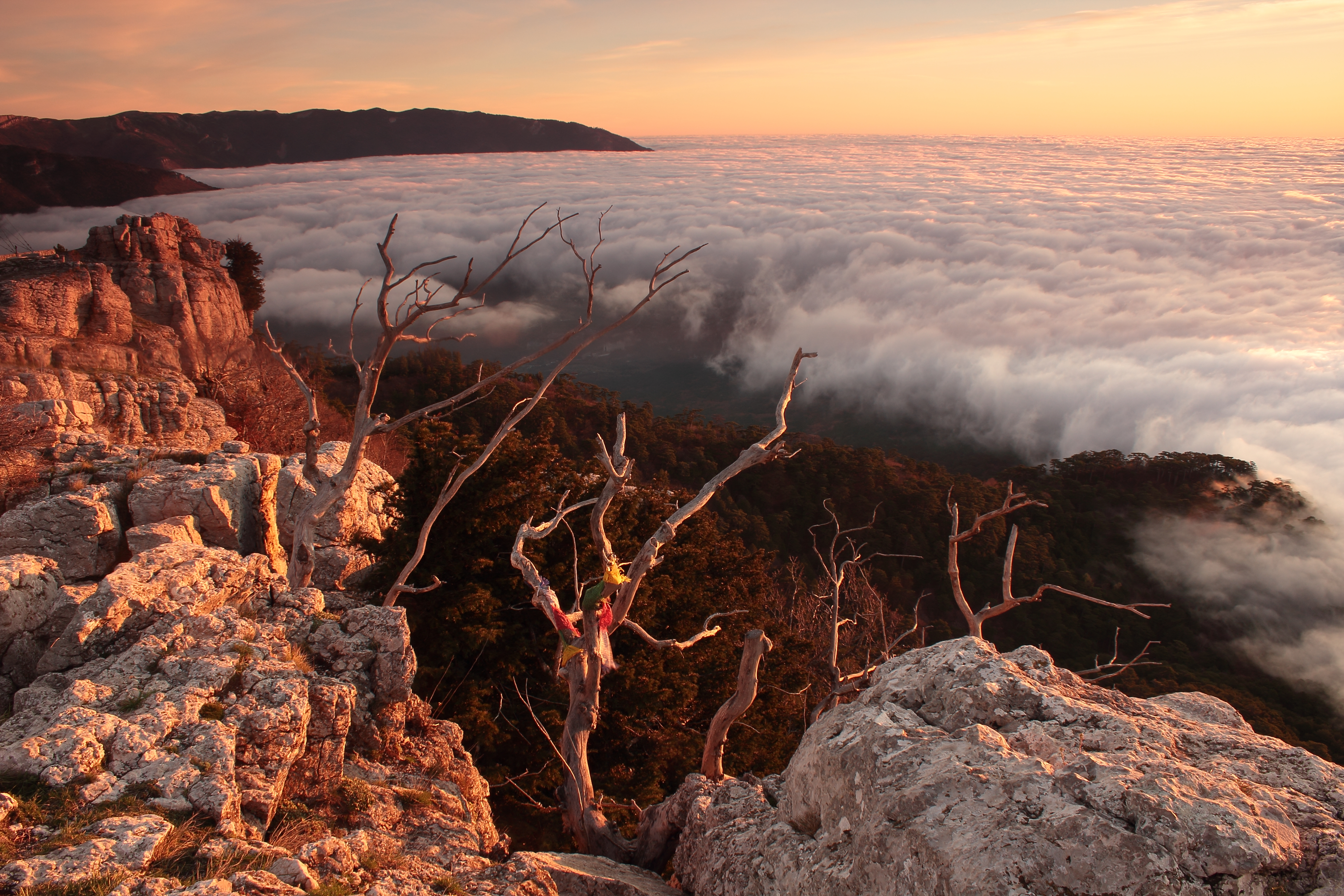
Світанок на г. Ай-Петрі — переможець WLE 2013 (відбувався тільки в Україні)
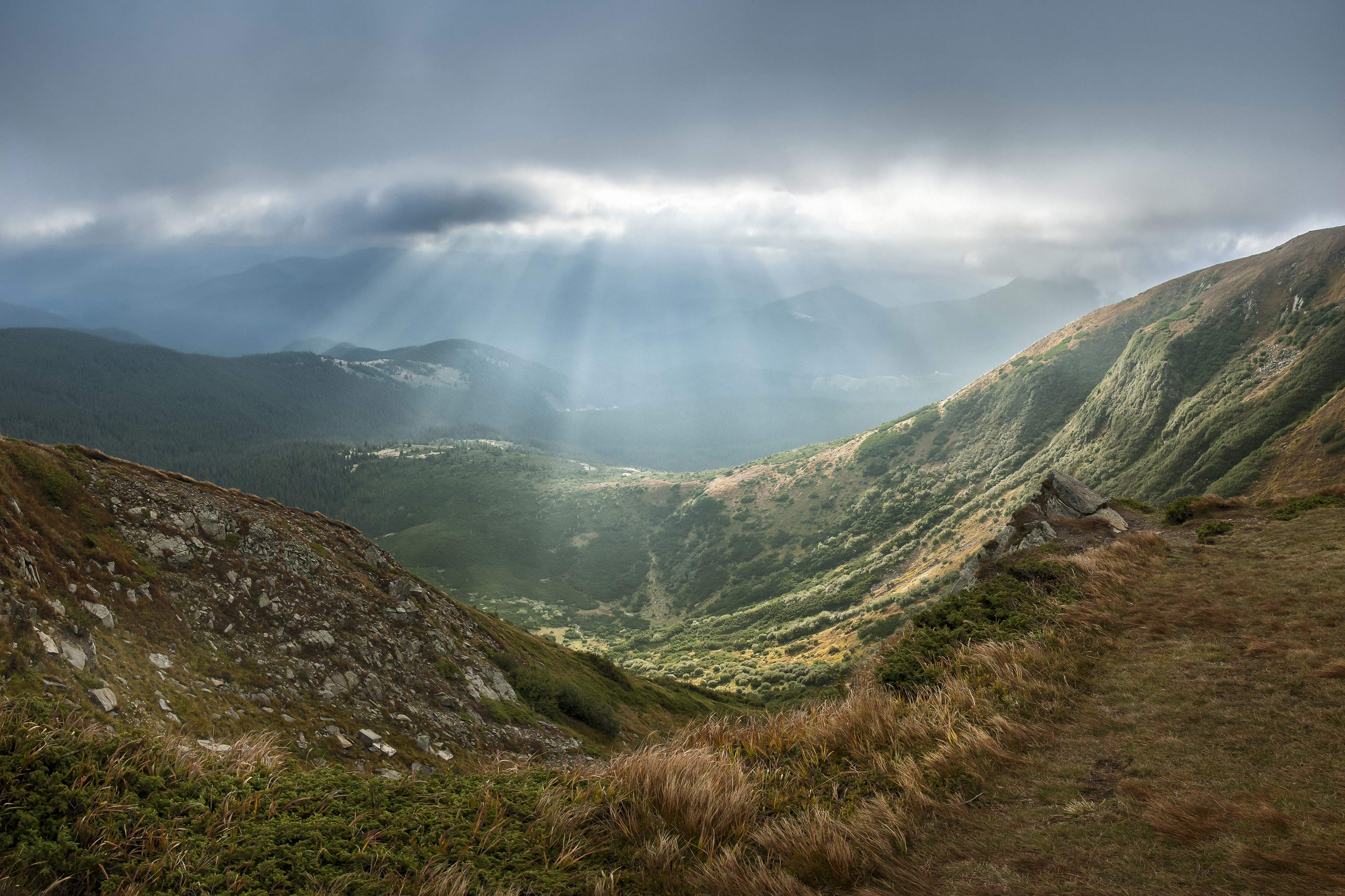
Вид з Говерли на Карпатський національний парк (Україна) — переможець WLE 2014
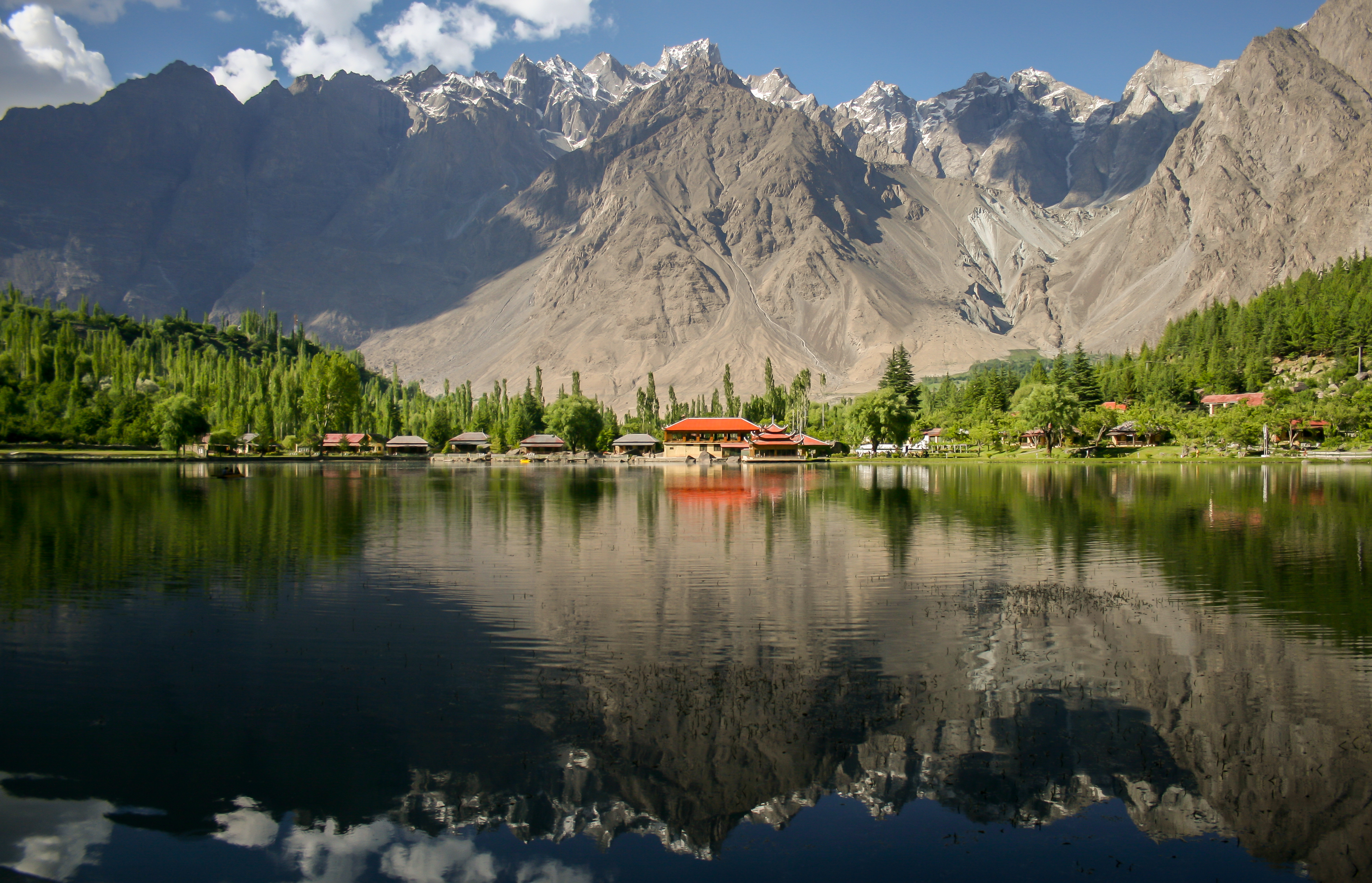
Озеро Шанґріла у Центральнокаракорамському національному парку у Пакистані — переможець WLE 2015
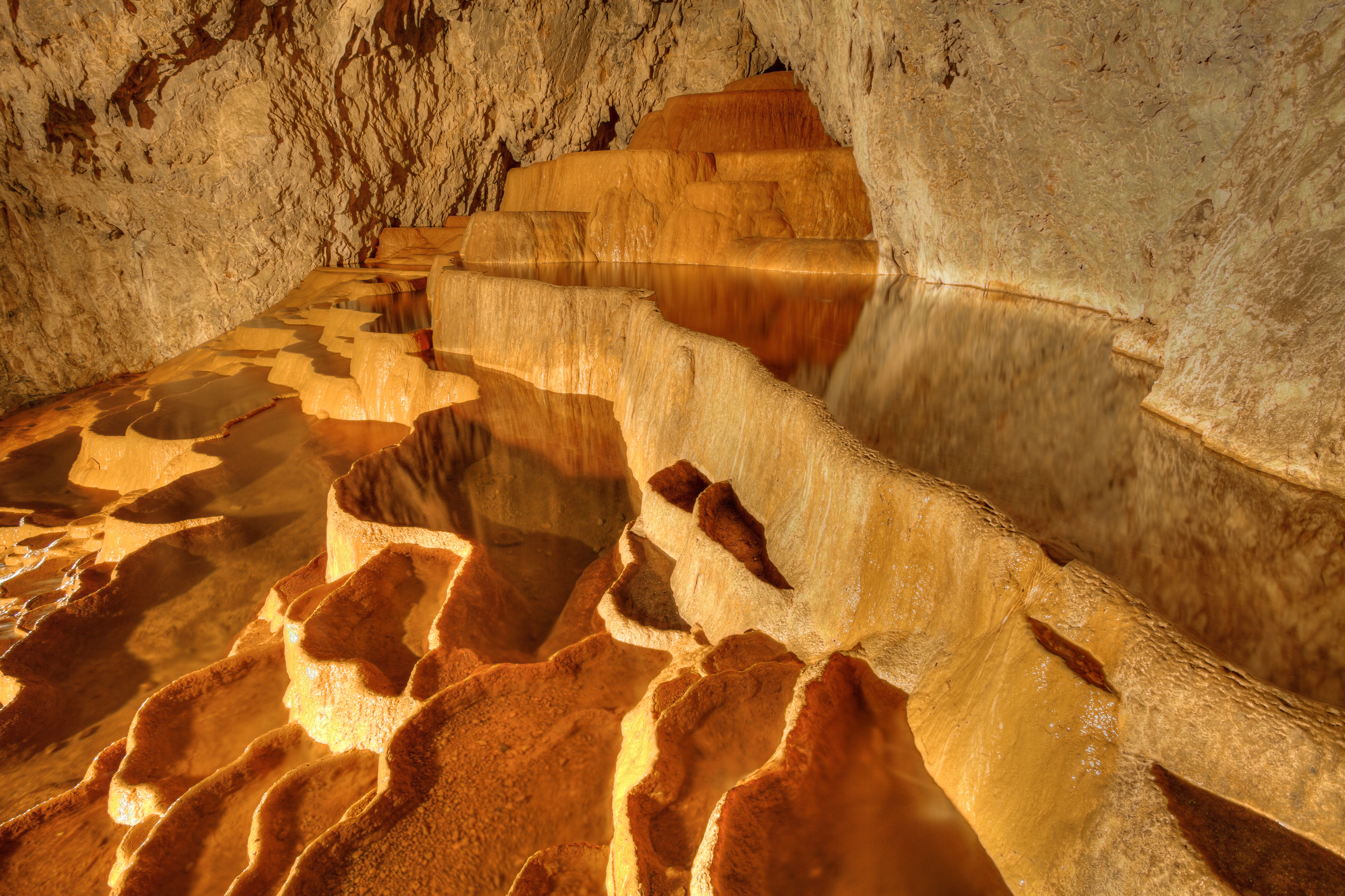
Печера Стопича на північно-східному боці гір Златибору у Сербії — переможець WLE 2016
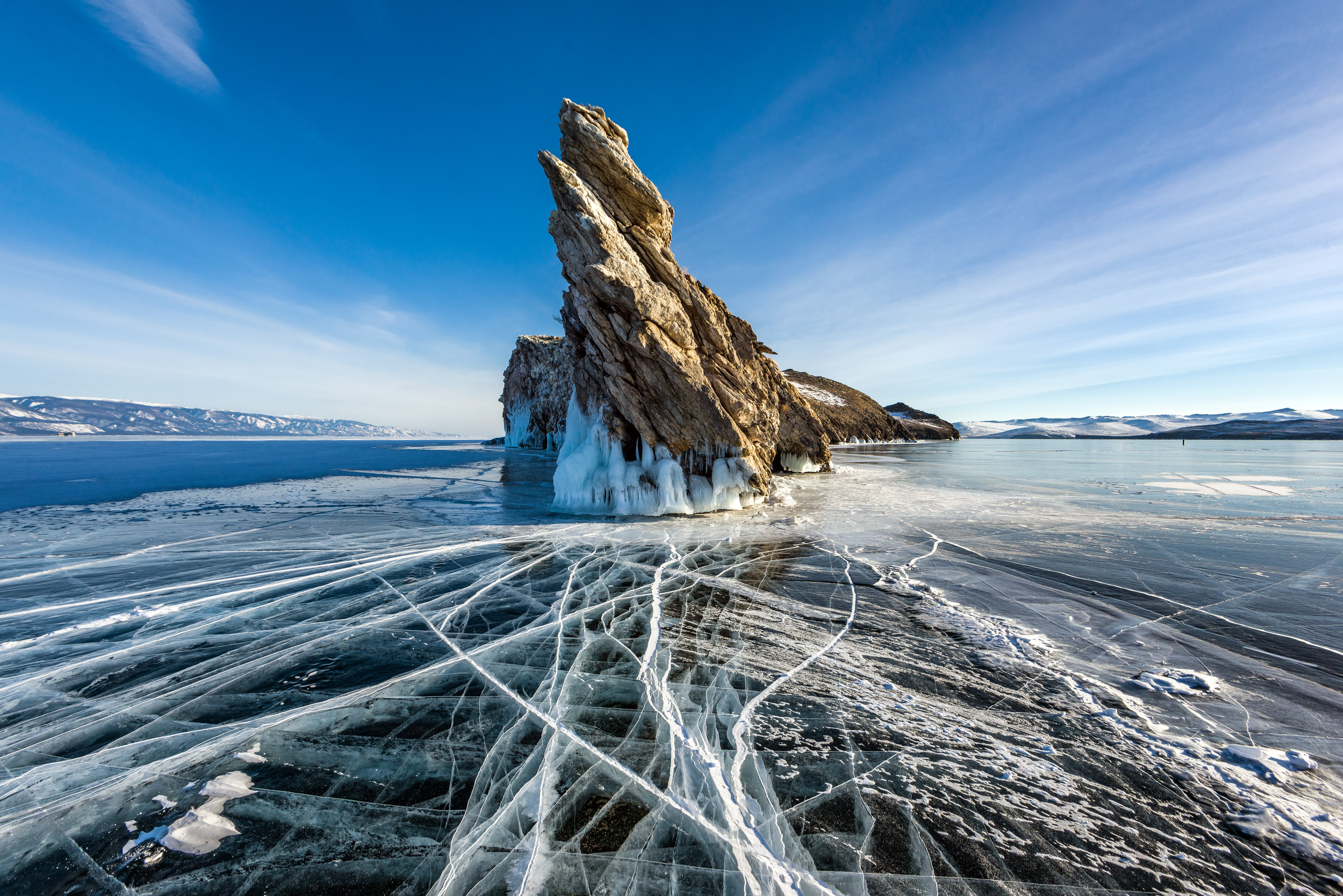
Мис Дракон на острові Огой в протоці Мале Море на Байкалі. Прибайкальський національний парк, Росія — переможець WLE 2017
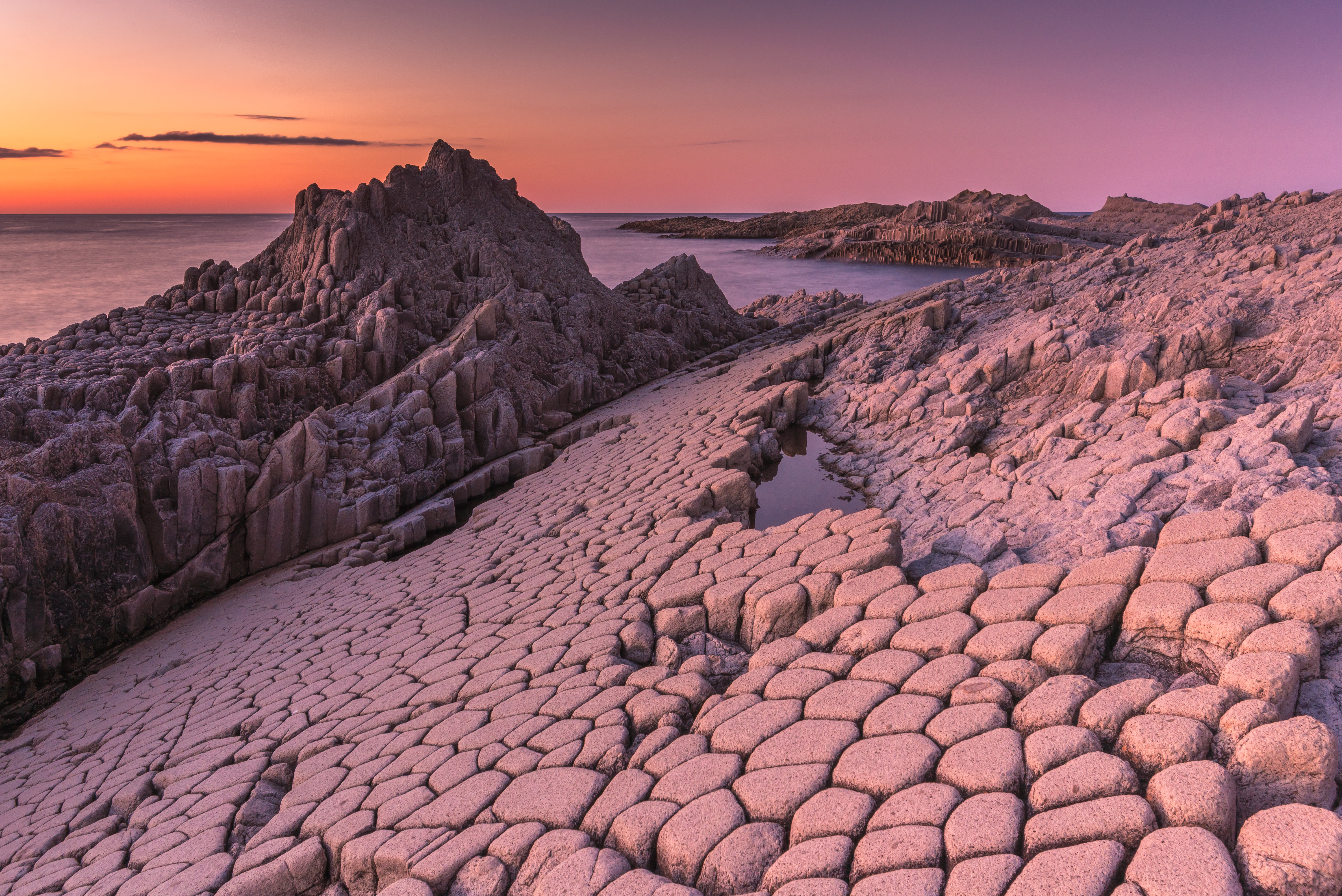
Мис Столбчатий на острові Кунашир після заходу сонця. Курильський заповідник, Росія — переможець WLE 2018
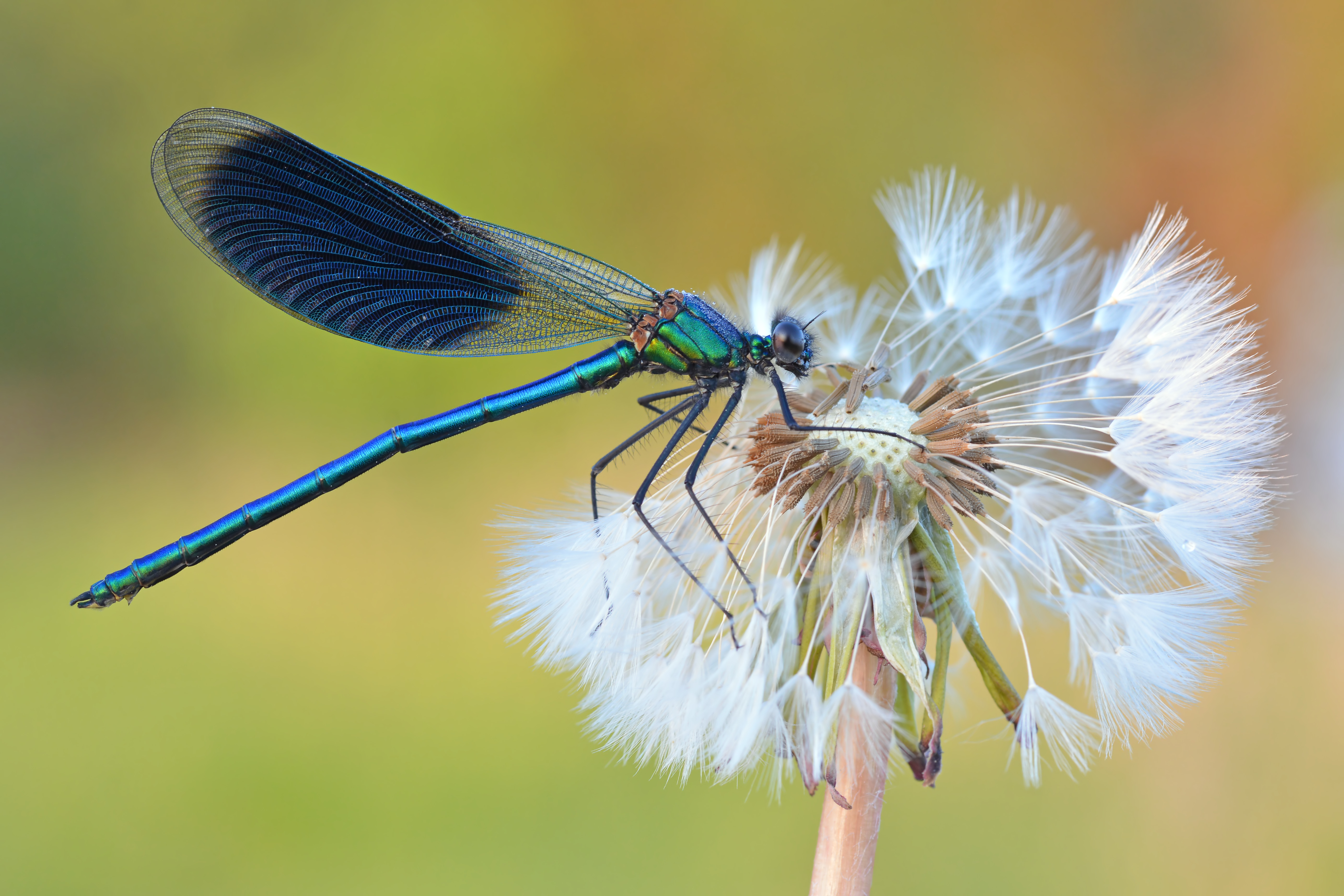
Бабка Красуня блискуча, що нависає біля насіння кульбаби, біля озера Gülper See[de]. Бранденбург, Німеччина — переможець WLE 2019
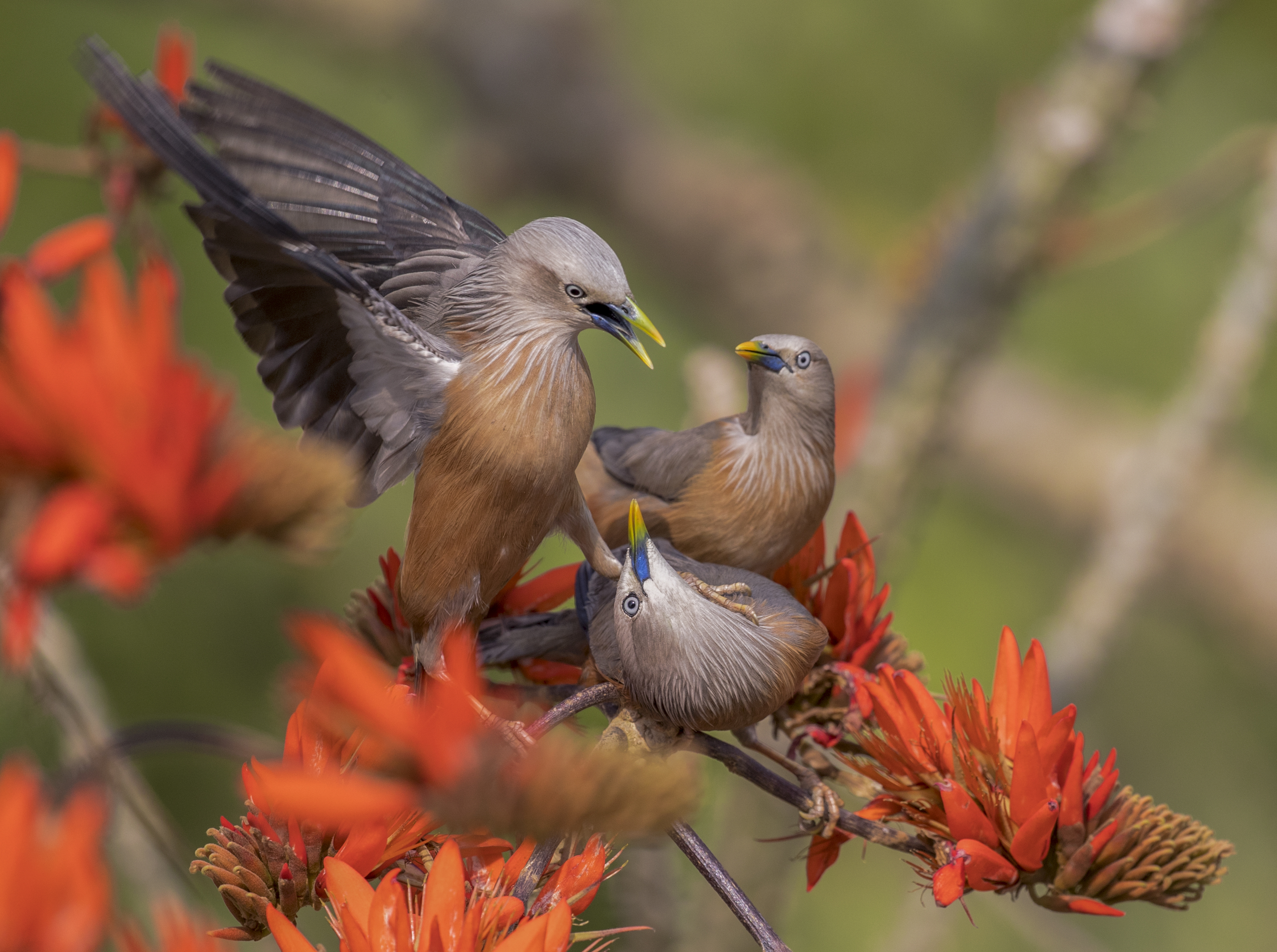
Сіроголові шпаки у Національному парку Сатчарі[en] (Бангладеш) — переможець WLE 2020
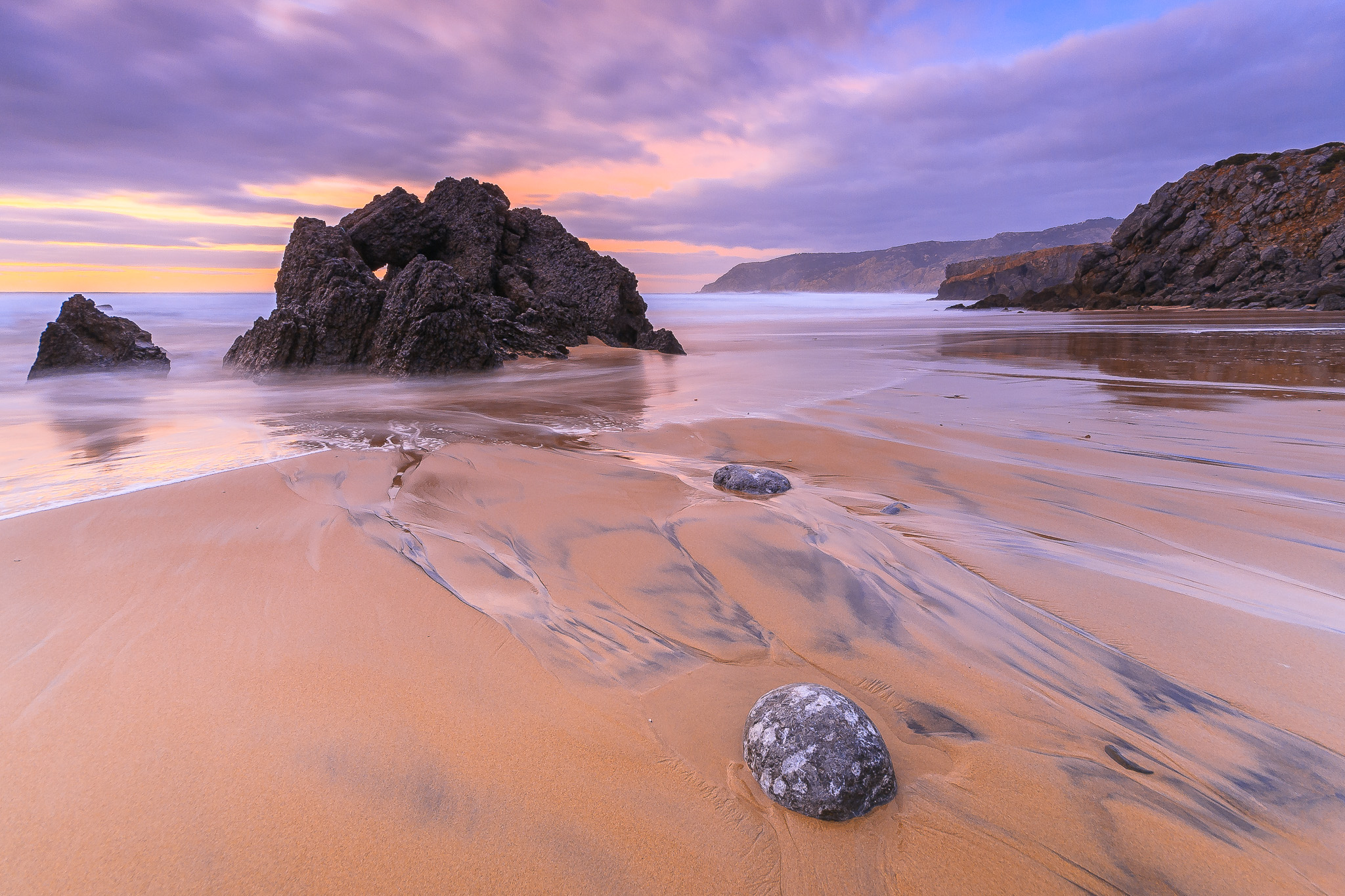
Узбережжя Атлантичного океану в природному парку Сінтра-Кашкайш[en] (Португалія) — переможець WLE 2021 в категорії «Пейзаж».
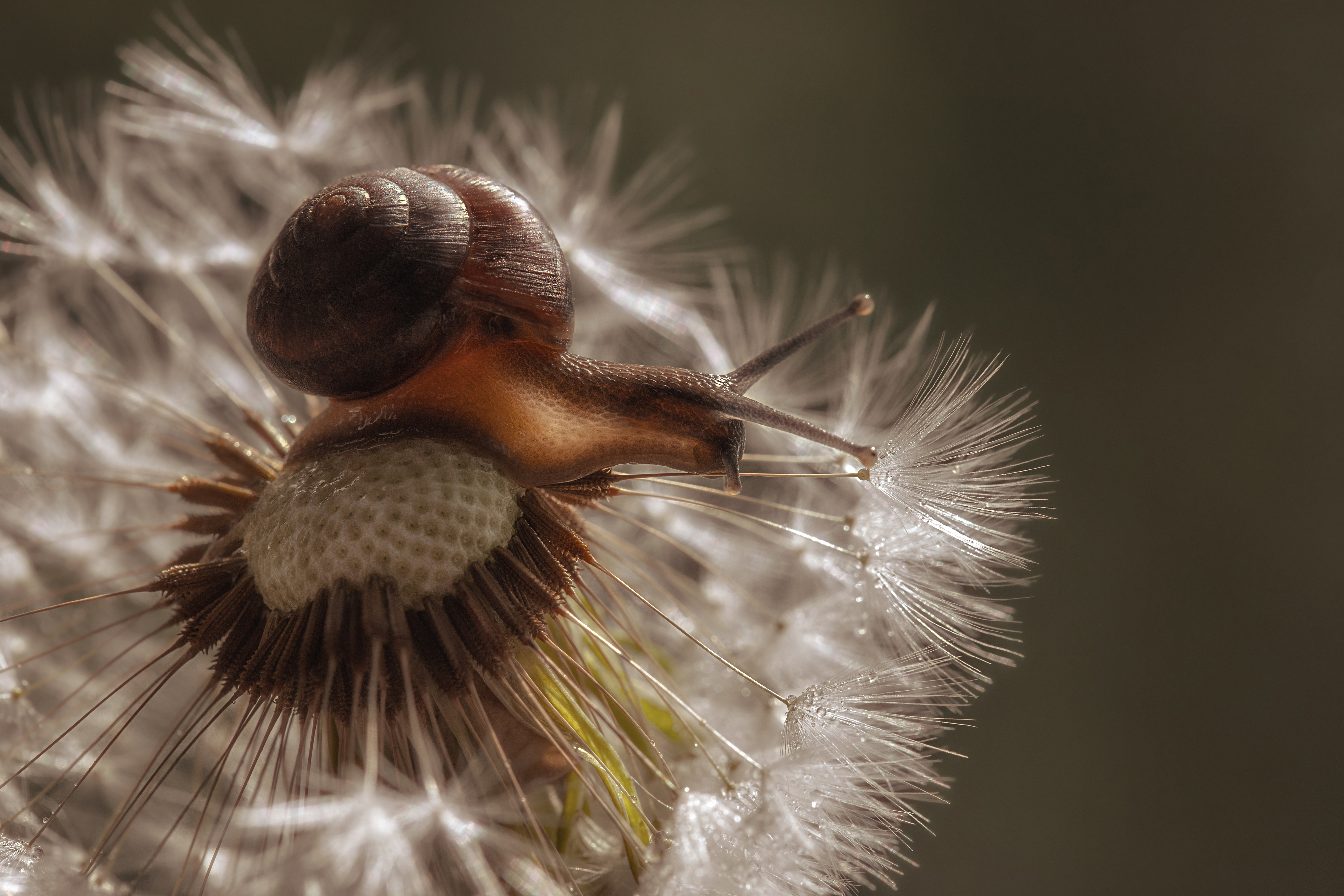
Деревний равлик на кульбабі. Ропшинський парк та долина річки Стрілка[ru], Ленінградська область, Росія — переможець WLE 2021 серед макрофотографій
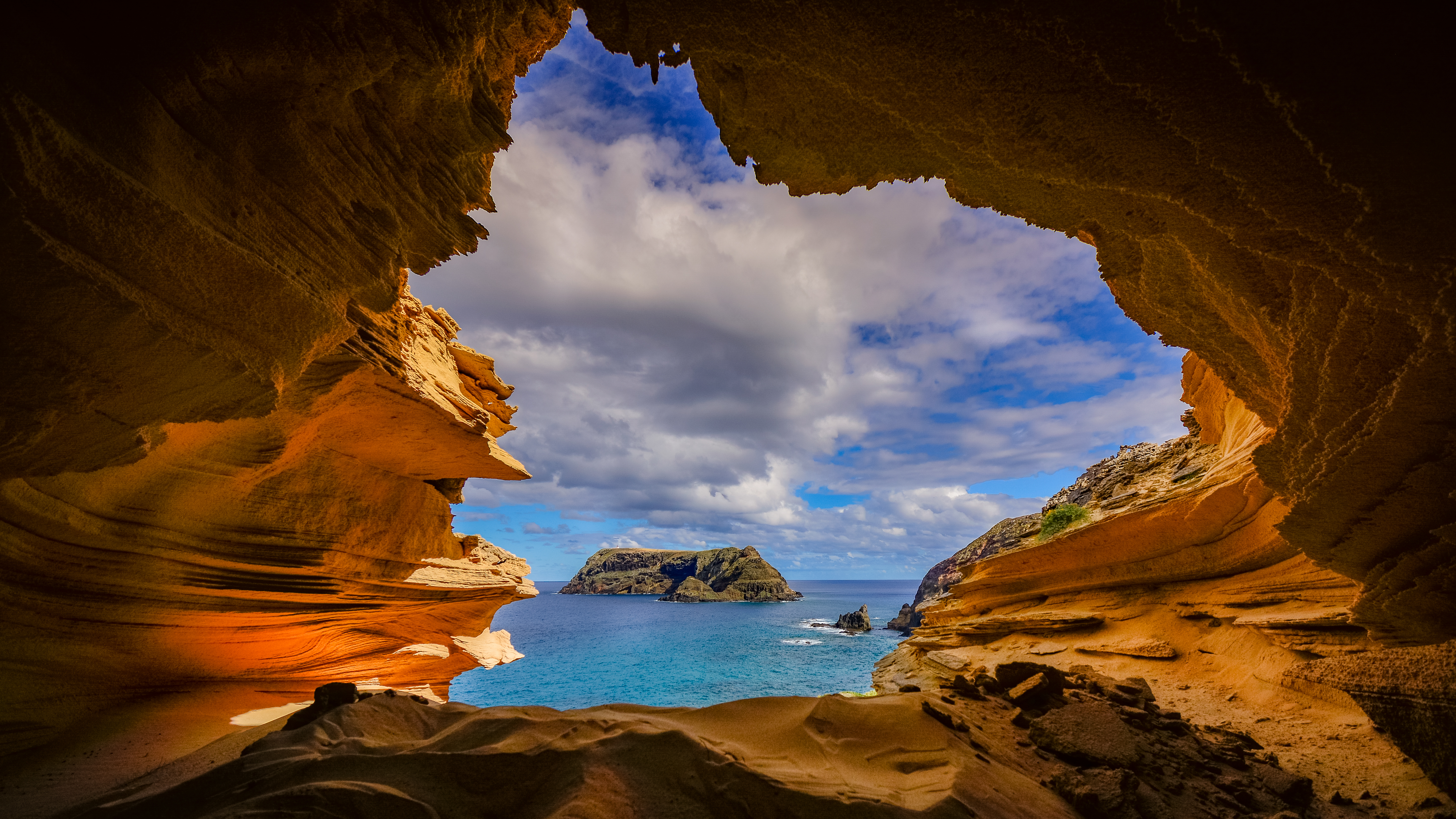
Острів Сіма[en] через вхід у печеру на сусідньому острові (Португалія) — переможець WLE 2022 в категорії «Пейзаж».
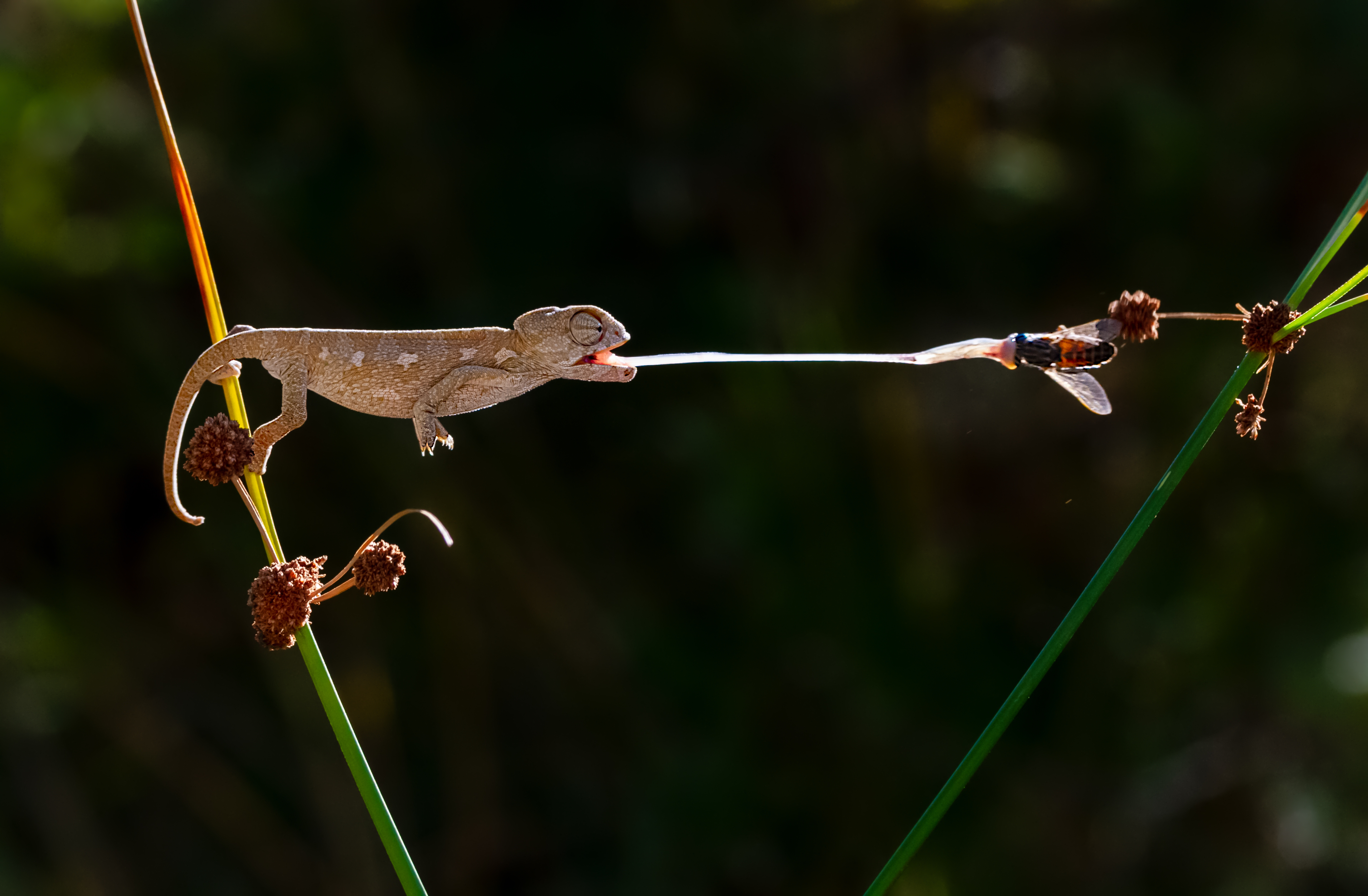
Хамелеон-мисливець у національному парку Капічам (Туреччина) — переможець WLE 2022 серед макрофотографій
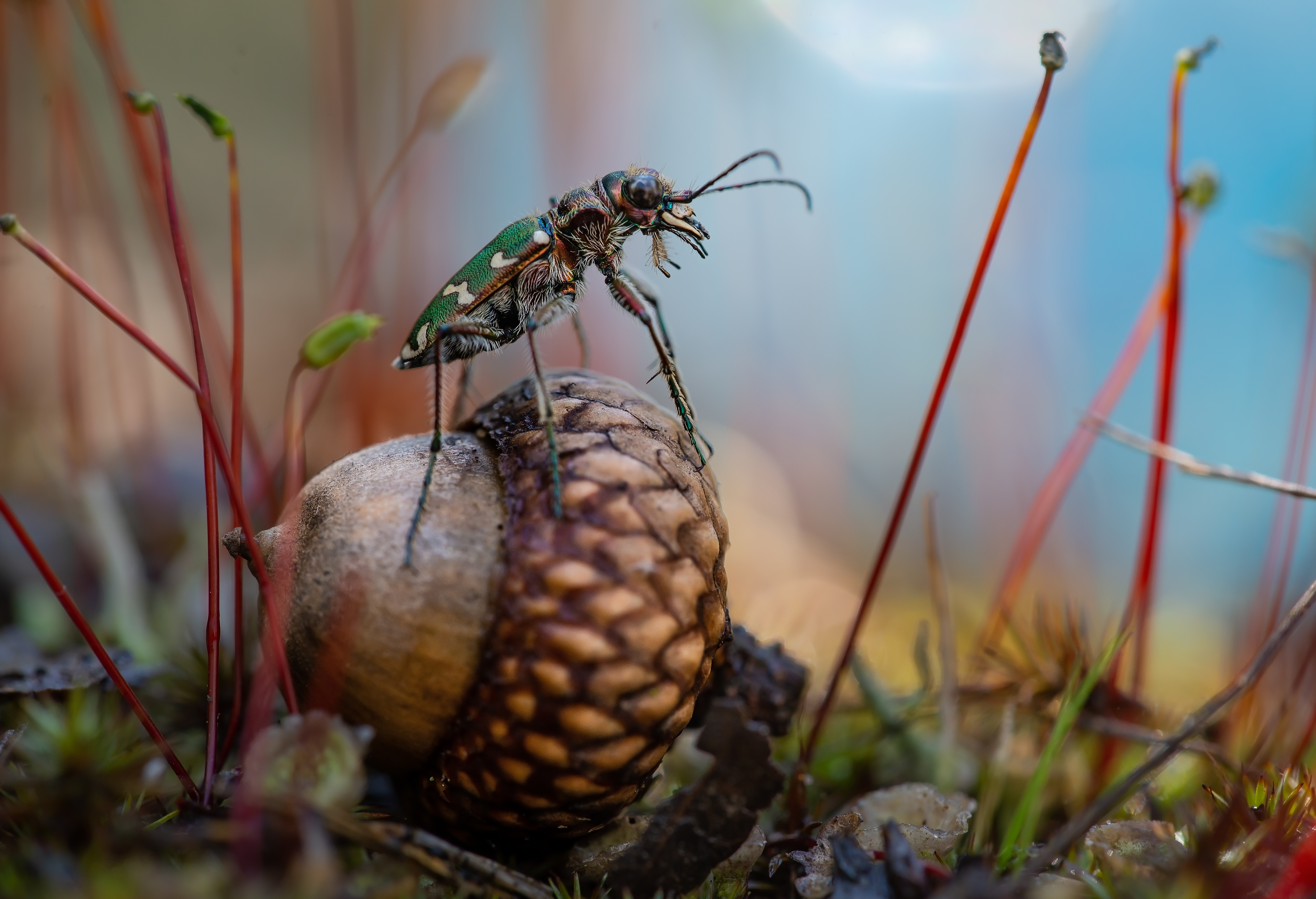
Комаха виду Стрибун перелісковий (Cicindela soluta) у заказнику Біла діброва в Києві — перше місце WLE 2023

### Переможці ВЛЗ в Україні
2023 рік
Визначено 10 найкращих світлин конкурсу без зазначення конкретного місця та 15 найкращих світлин України для міжнародної номінації.

Найкращі світлини з України в міжнародній номінації
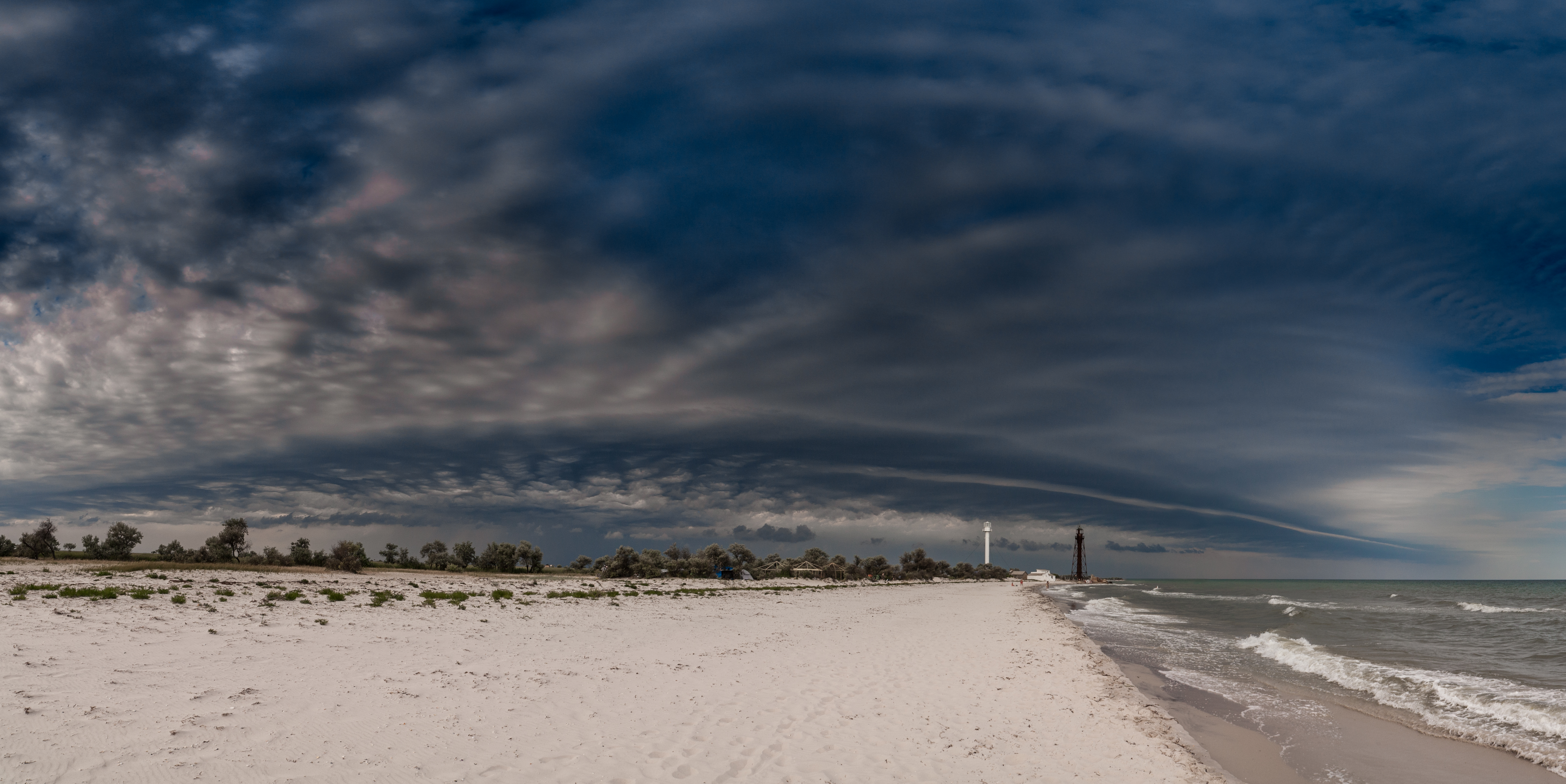
1 місце — Дмитро Трофимчук. Гроза насувається на острів Джарилгач. Джарилгацький національний природний парк. Херсонська область
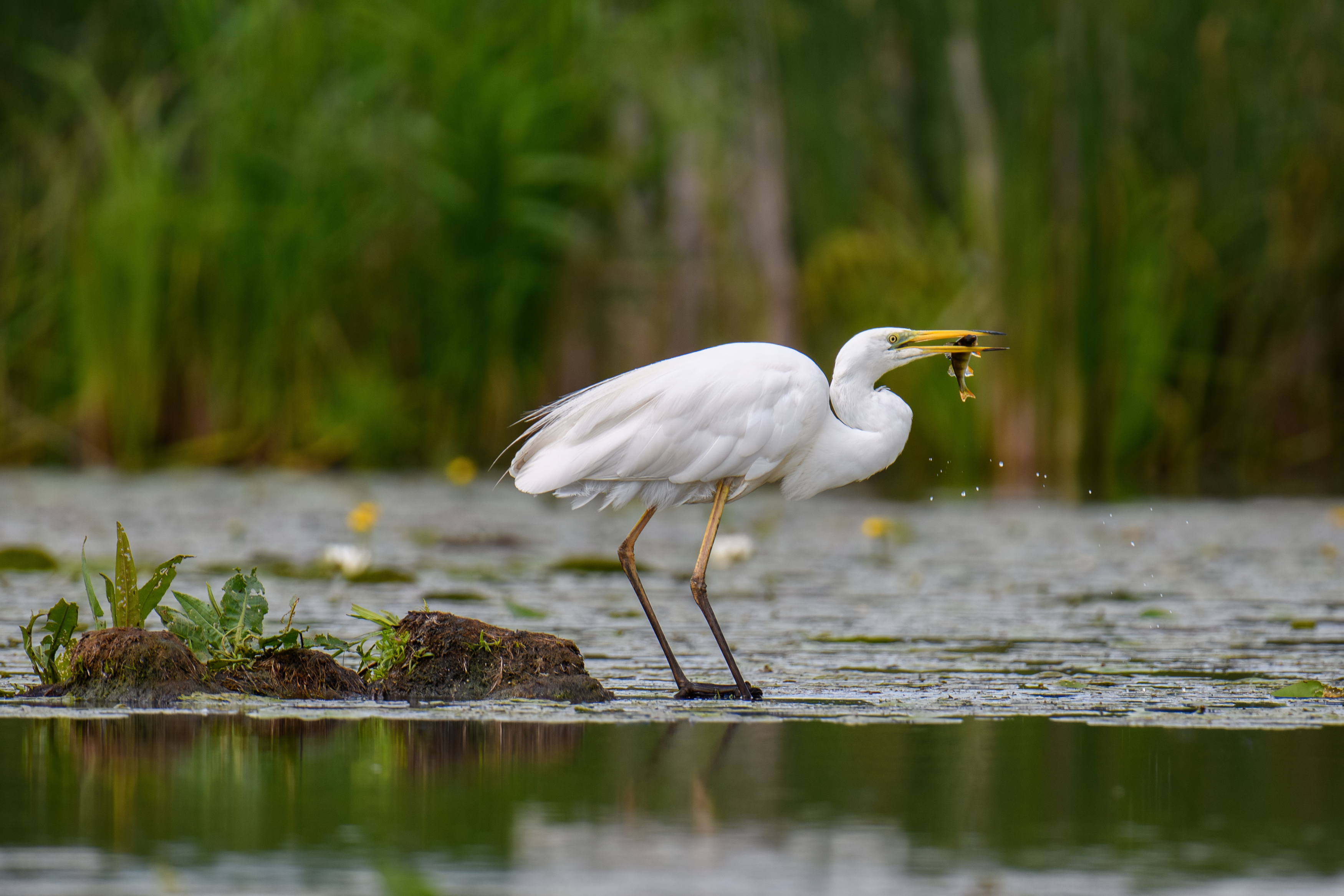
2 місце — Володимир Бурдяк. Чепура велика на ставі с. Івачів. Серетський гідрологічний заказник. Тернопільська область
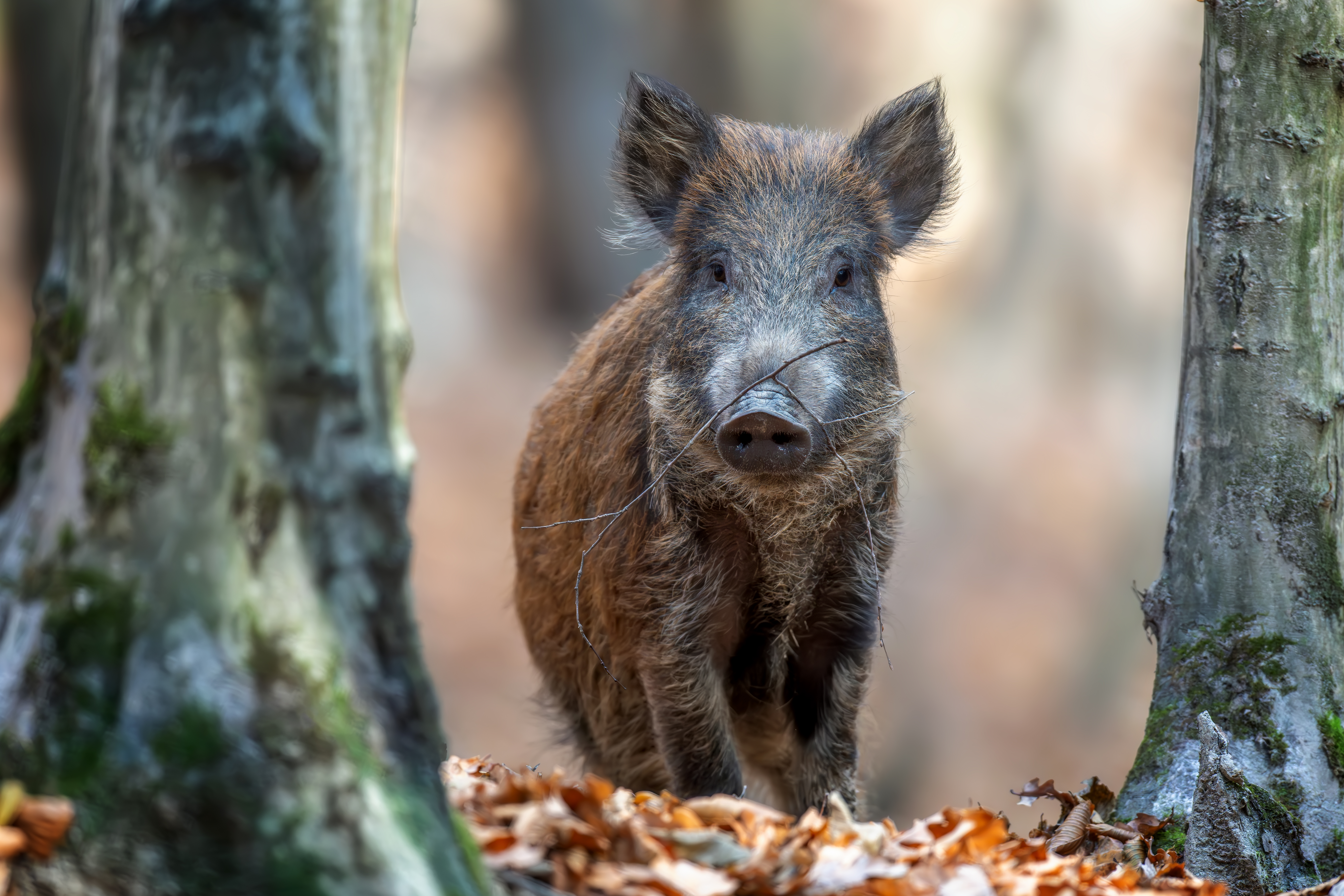
3 місце — Володимир Бурдяк. Кабан у лісі. Лісовий заказник «Дача Галілея». Тернопільська область

2021 рік
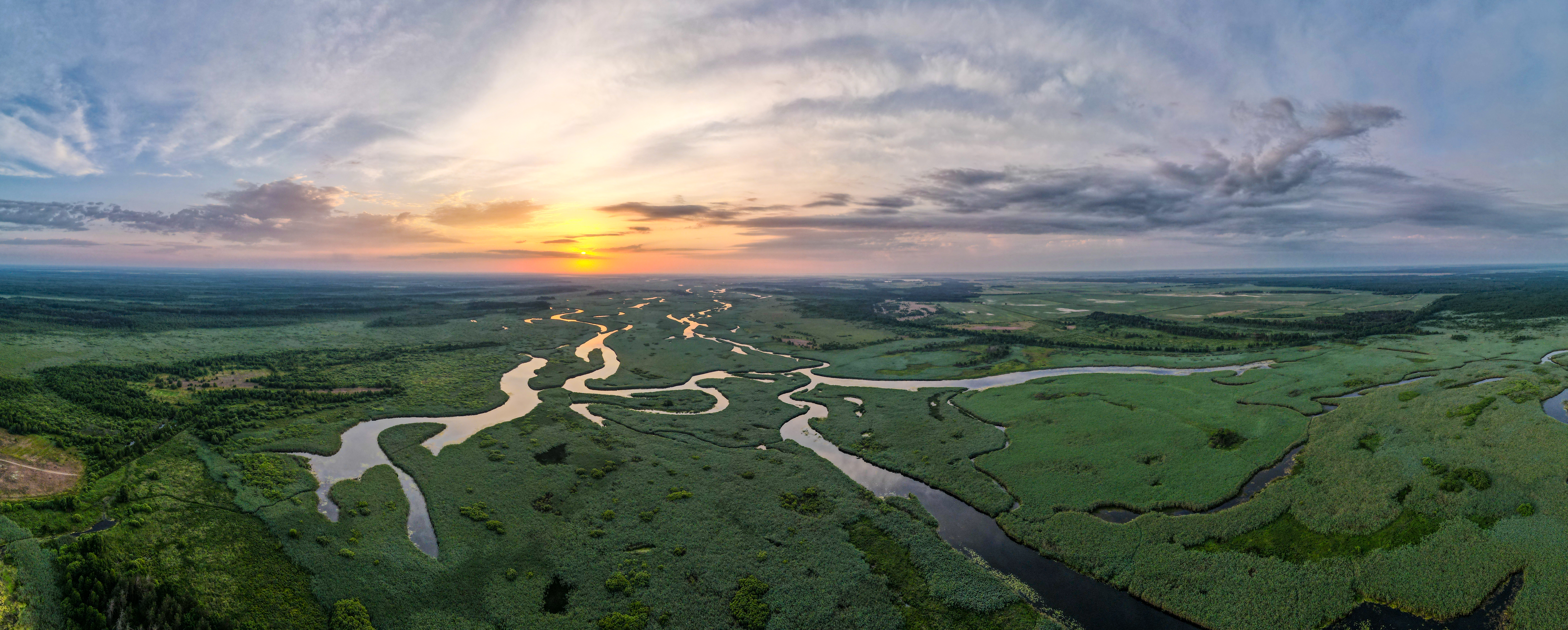
1 місце — Аня Палюх. «Прип’ять-Стохід на світанку», Рівненська область.
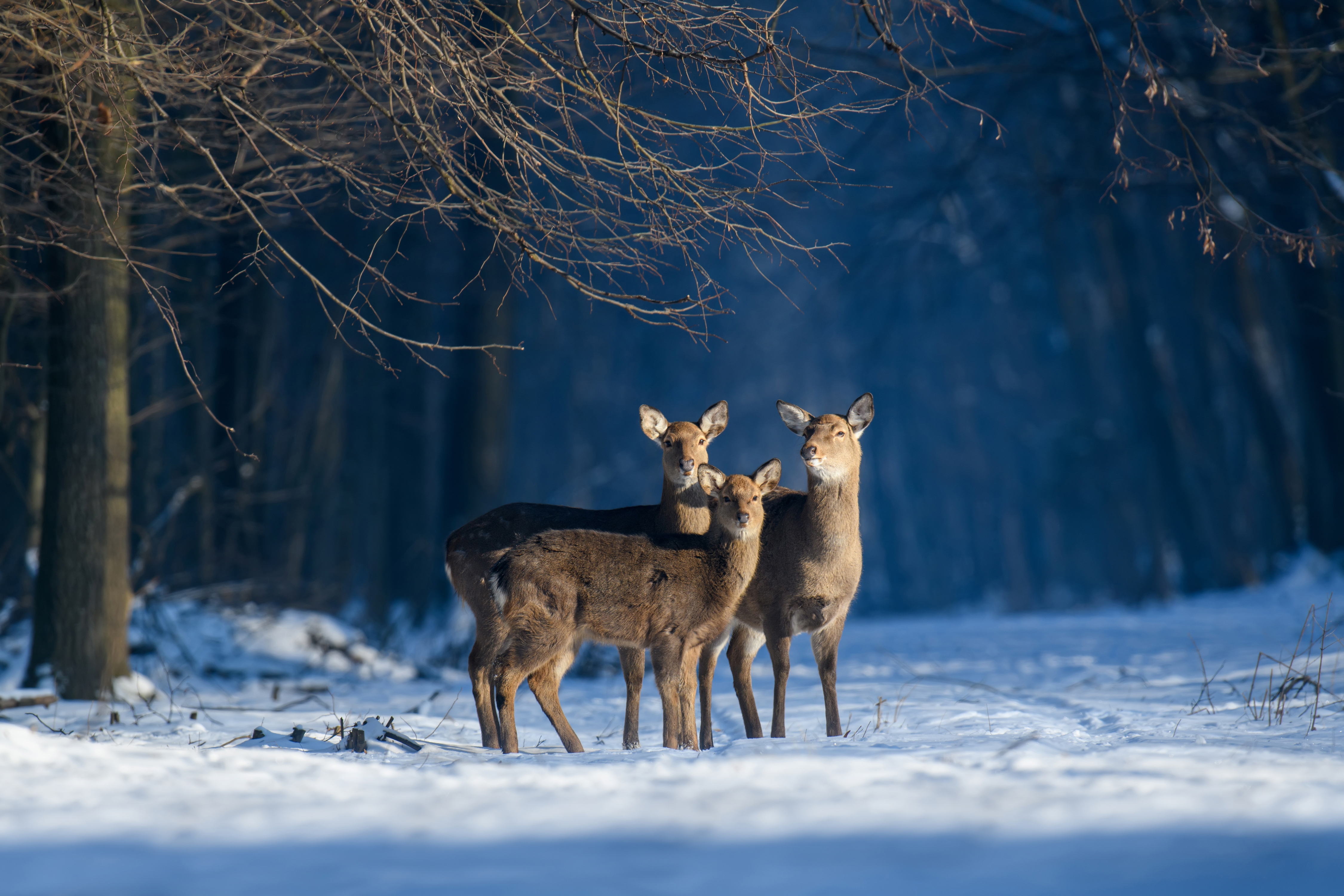
2 місце — Володимир Бурдяк. «Три олениці взимку». Національний природний парк «Кременецькі гори», Тернопільська область.
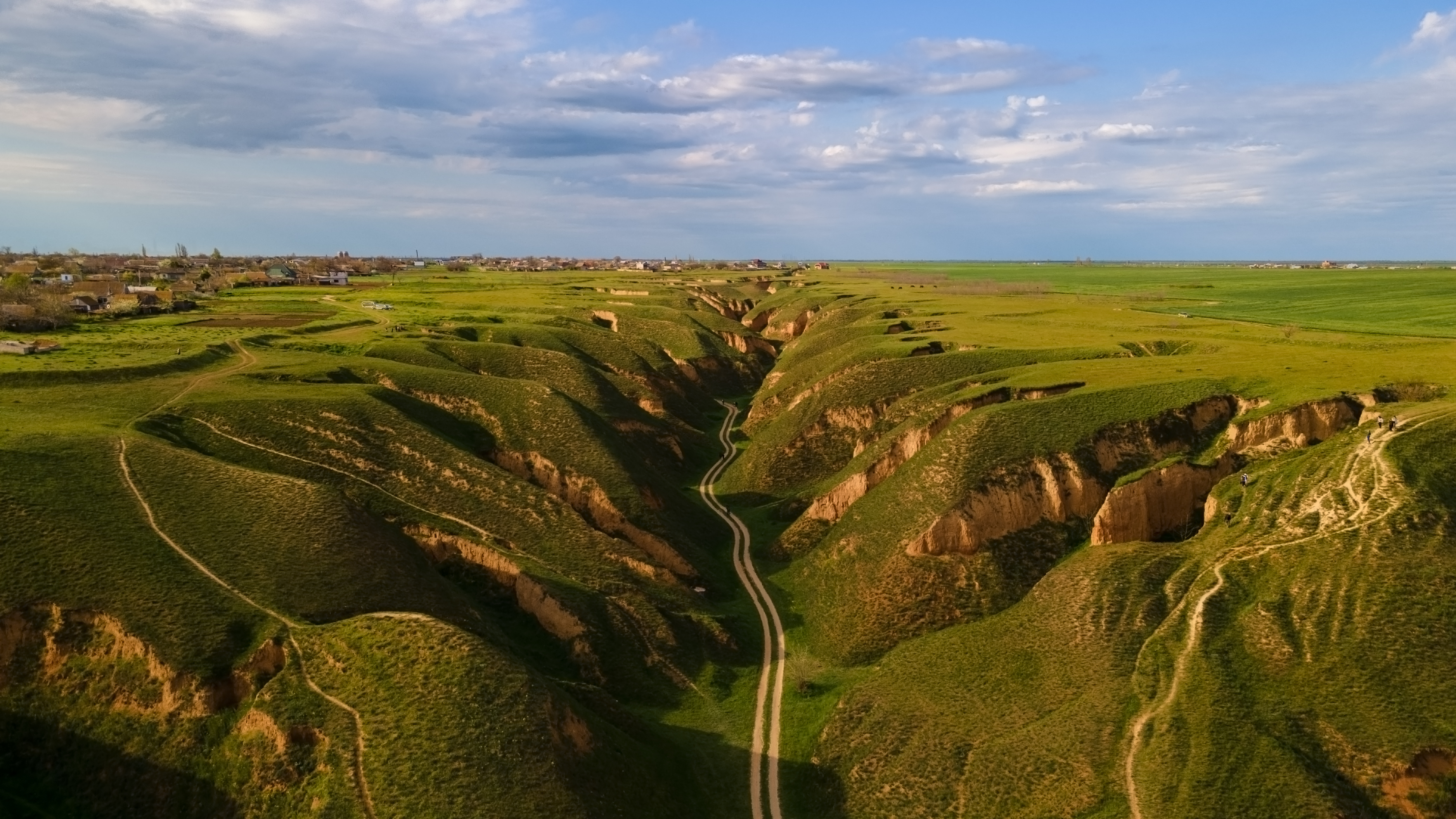
3 місце — Bodydock. «Життя на краю». Балка Байдиха на території Станіславського заказника, Херсонська область.

2020 рік
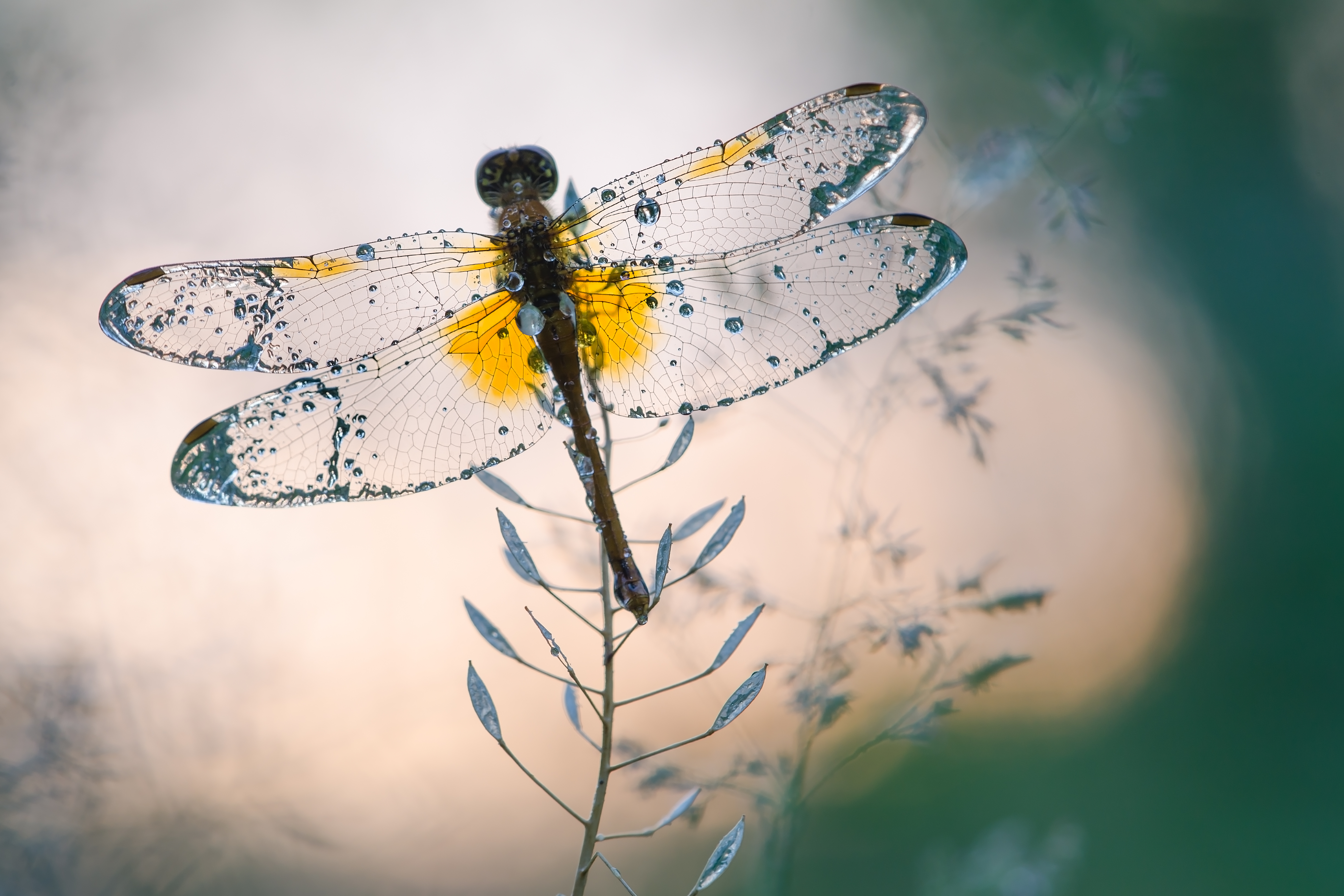
1 місце — Сергій Мірошник. «Кришталеві крила». Бабка звичайна (лат. Sympetrum vulgatum). Парк «Пуща-Водиця», Київ.
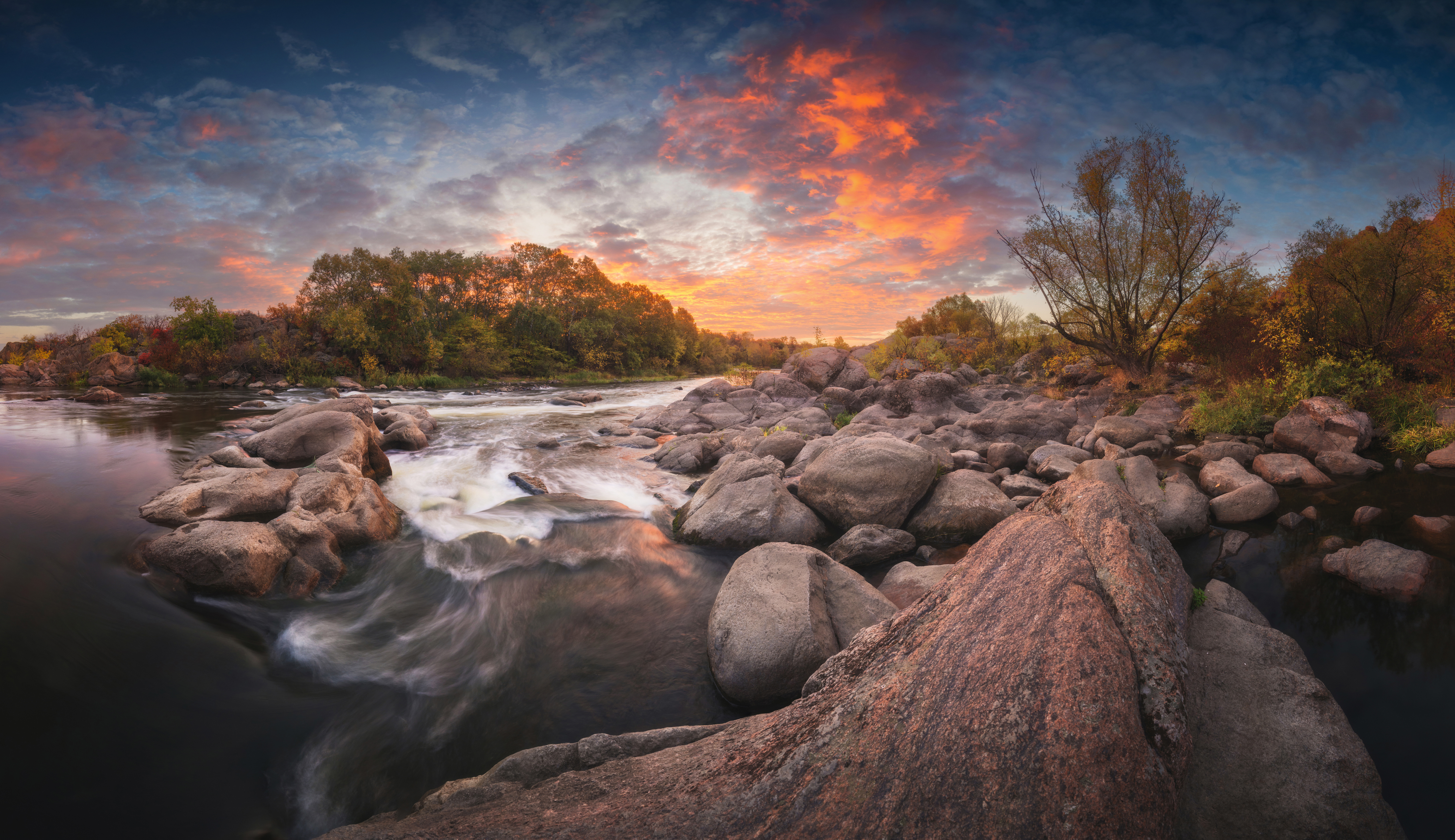
2 місце — Віталій Башкатов. «Відьомські пороги на світанку». Національний природний парк «Бузький Гард», Миколаївська область.
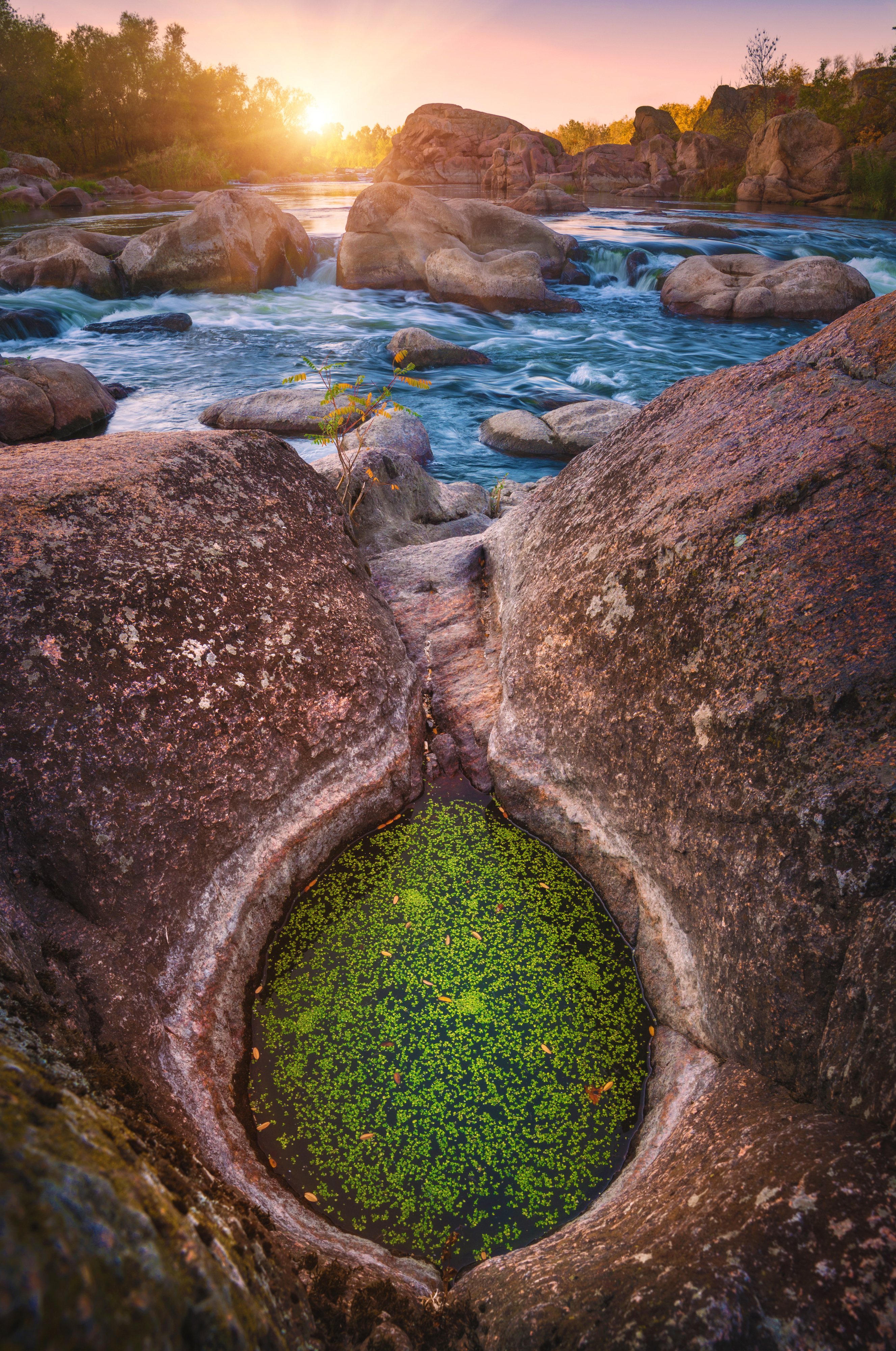
3 місце — Віталій Башкатов. «Дивовижне каміння Південного Бугу». Національний природний парк «Бузький Гард», Миколаївська область.

2019 рік
Визначено 10 та 120 [Архівовано 29 листопада 2020 у Wayback Machine.] найкращих світлин конкурсу без зазначення конкретного місця.

2018 рік
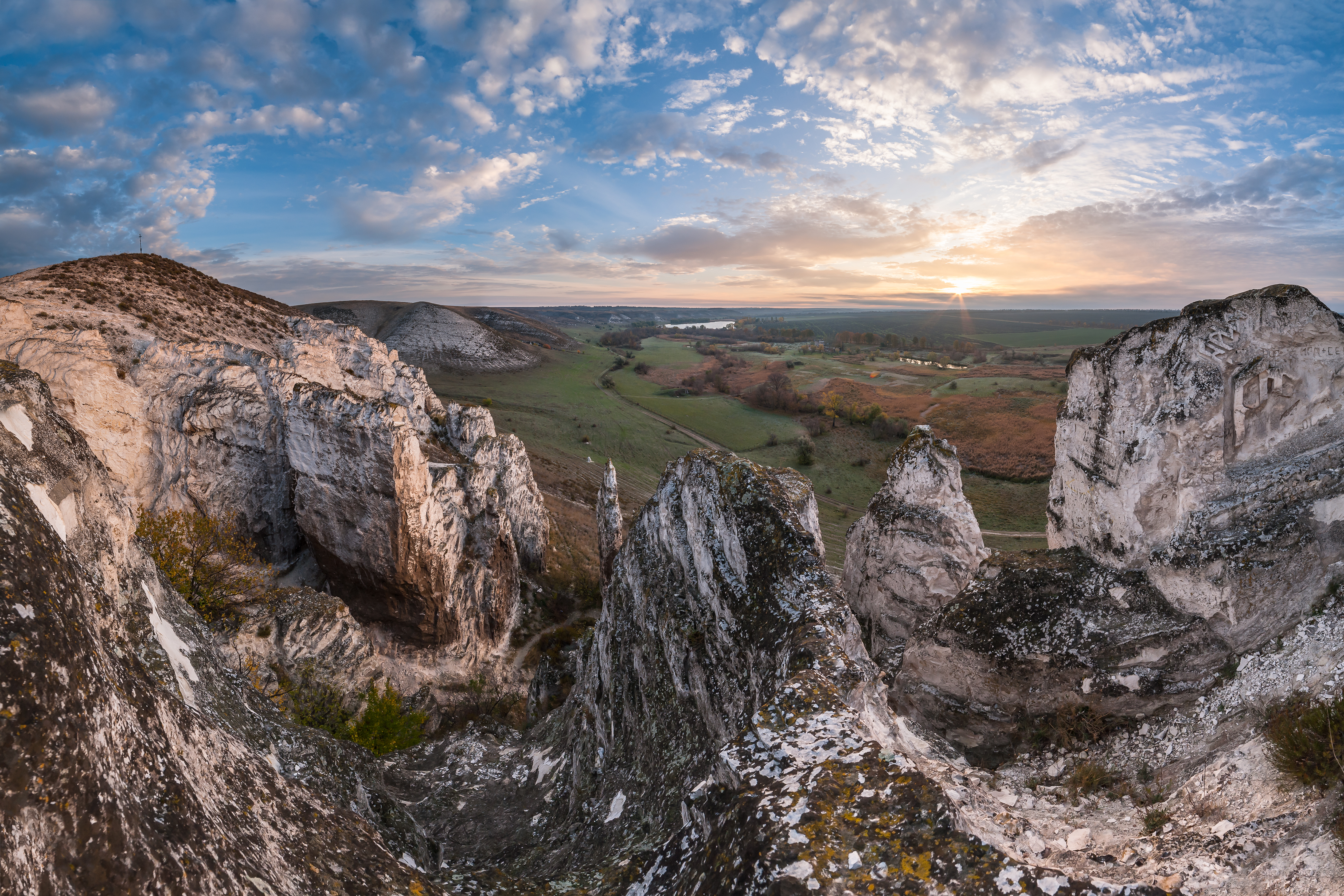
1 місце — Дмитро Балховітін. Крейдяні Білокузьминівські скелі. Донецька область.
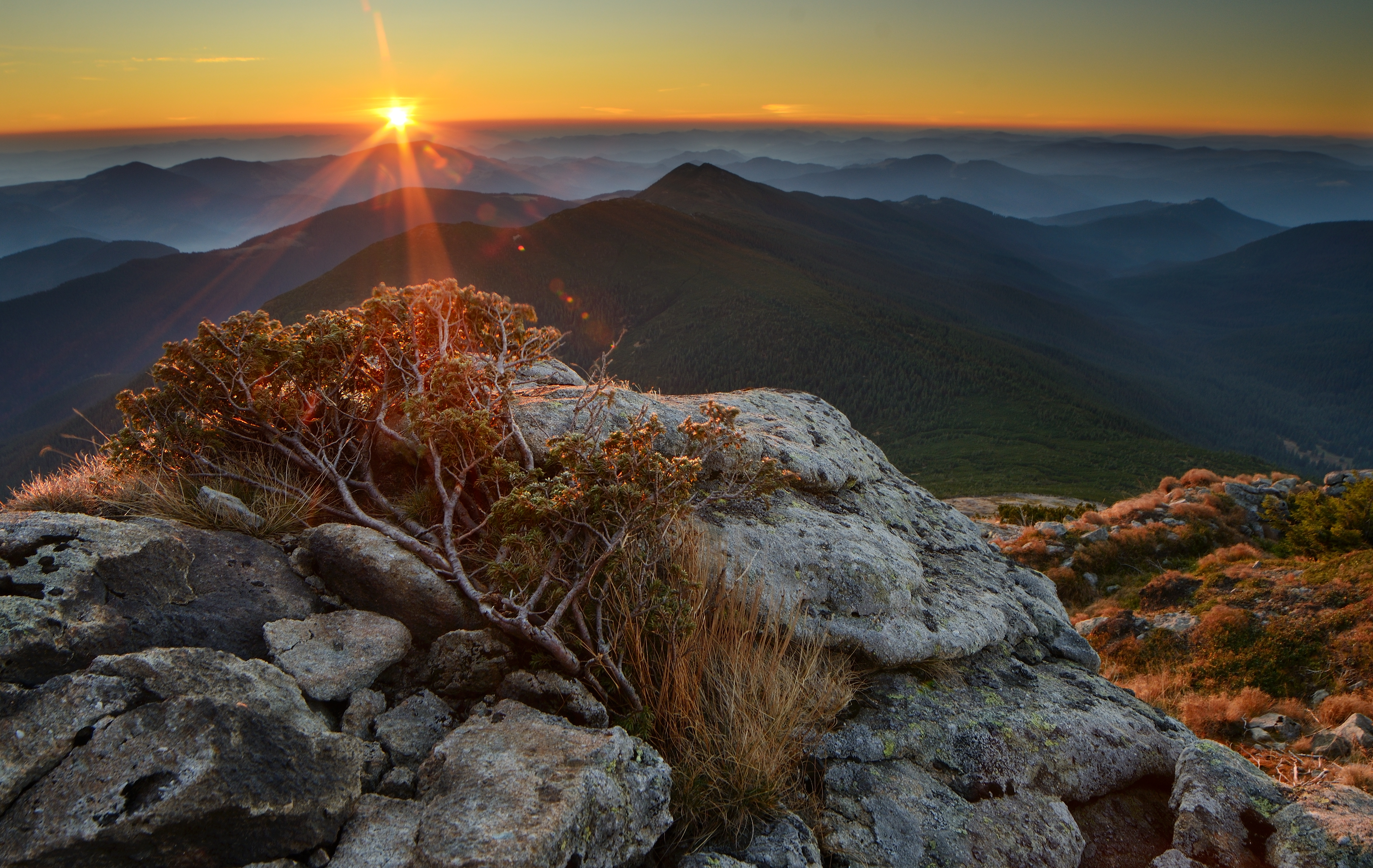
2 місце — Олексій Карпенко. Гора Смотрич. Карпатський національний природний парк, Івано-Франківська область.
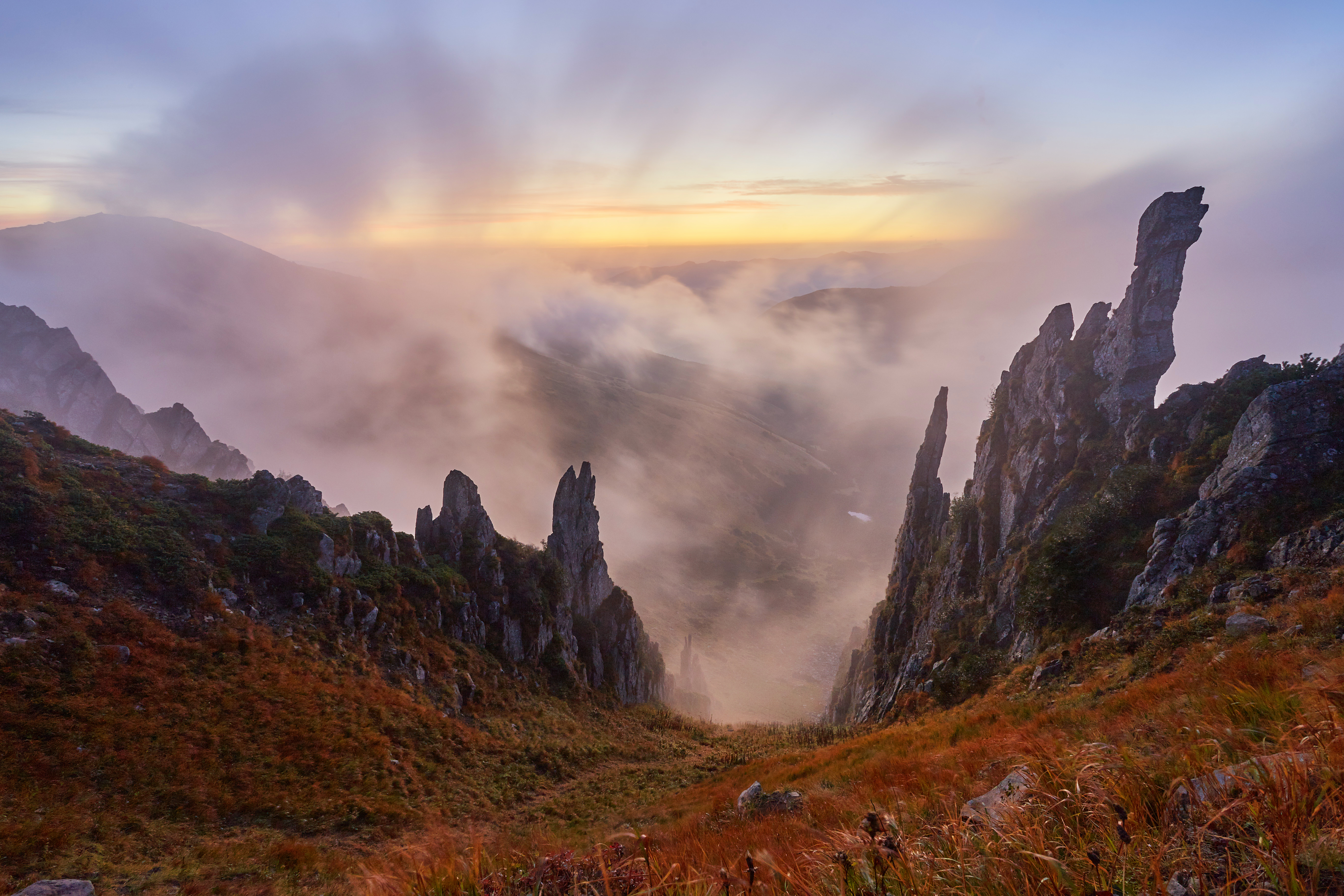
3 місце — Олександр Рижков. Гора Шпиці. Карпатський національний природний парк, Івано-Франківська область.

2017 рік
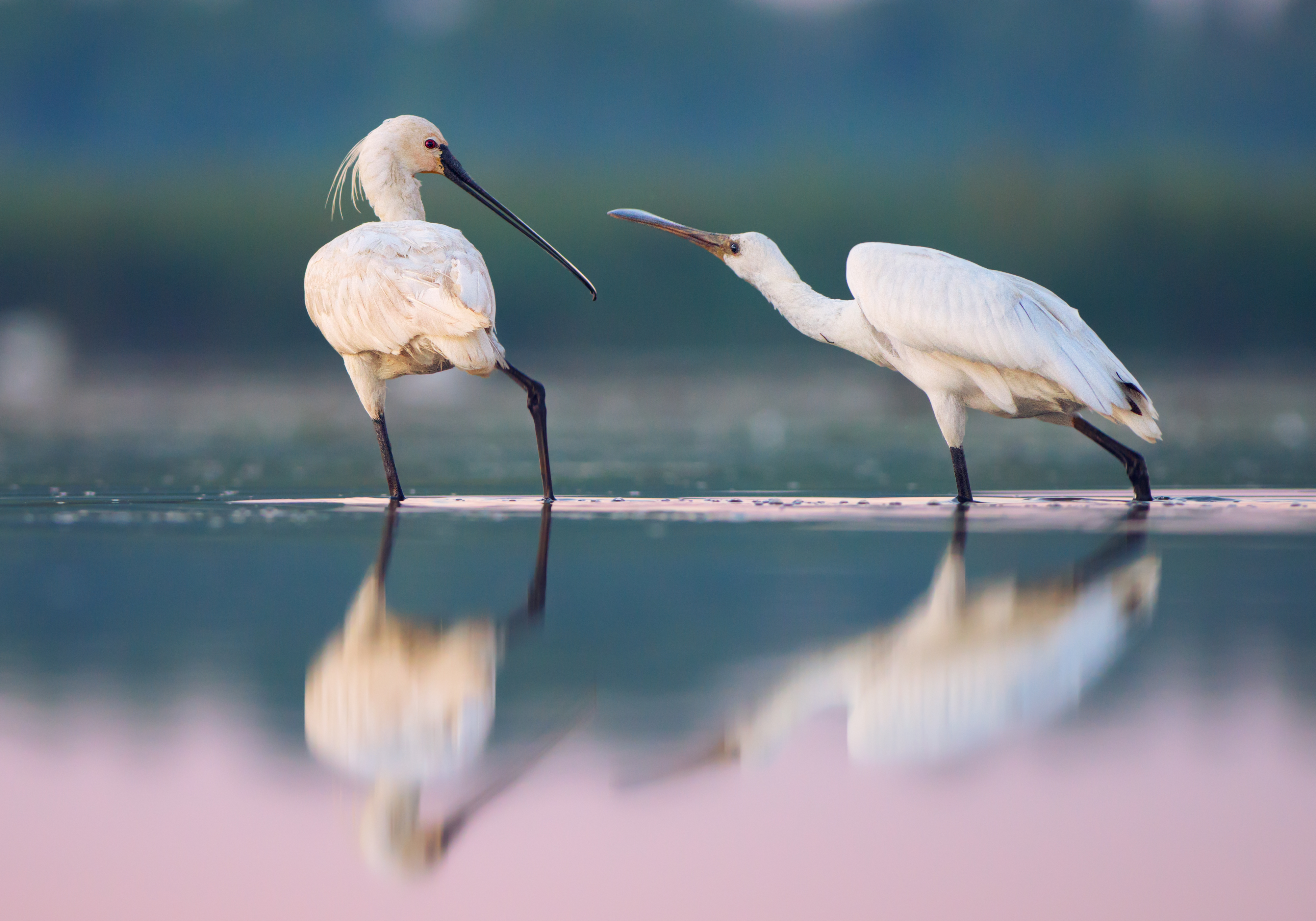
1 місце — Сергій Рижков. Косарі в дельті Дунаю, Дунайський біосферний заповідник.
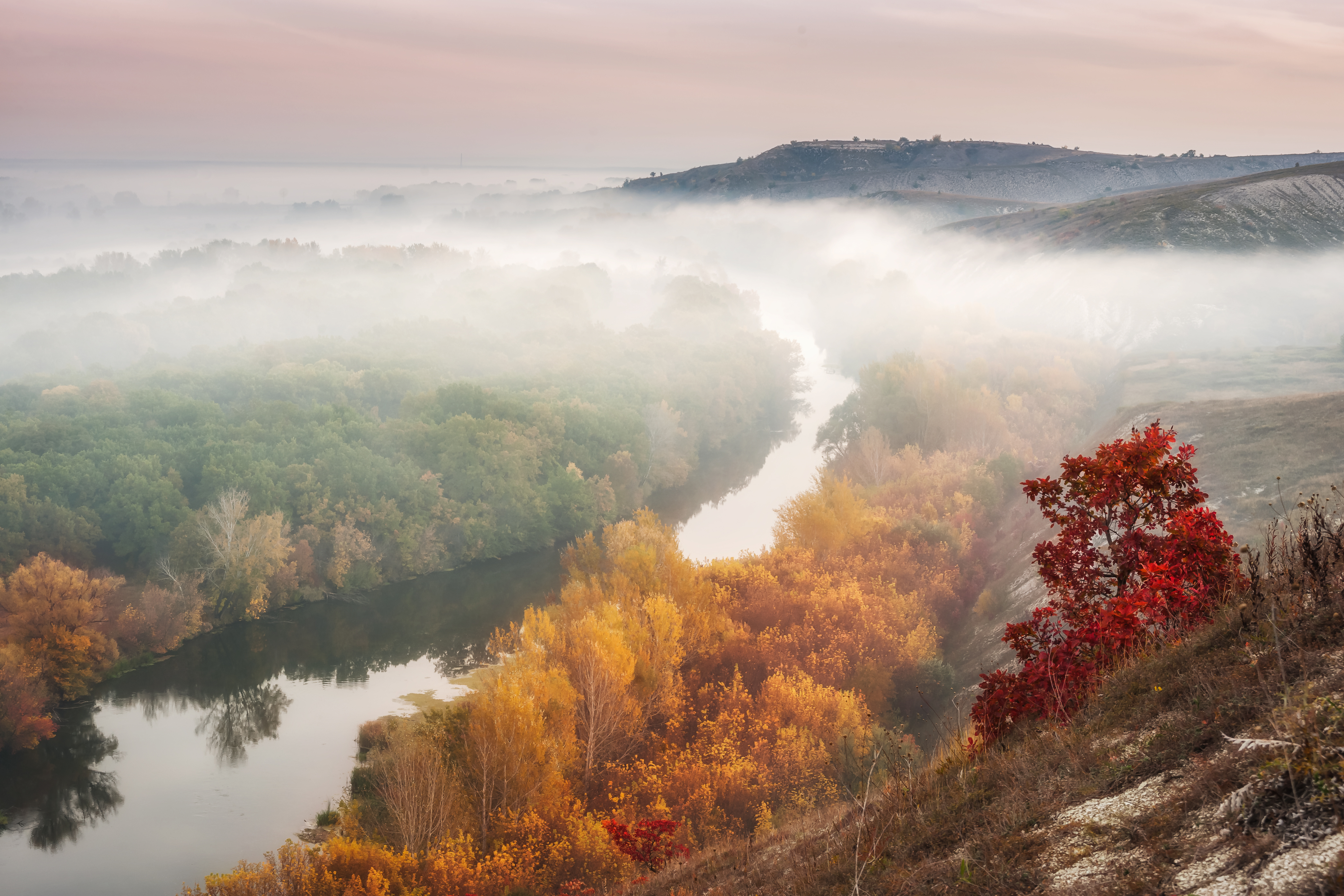
2 місце — Дмитро Балховітін. У заповіднику «Крейдова флора».
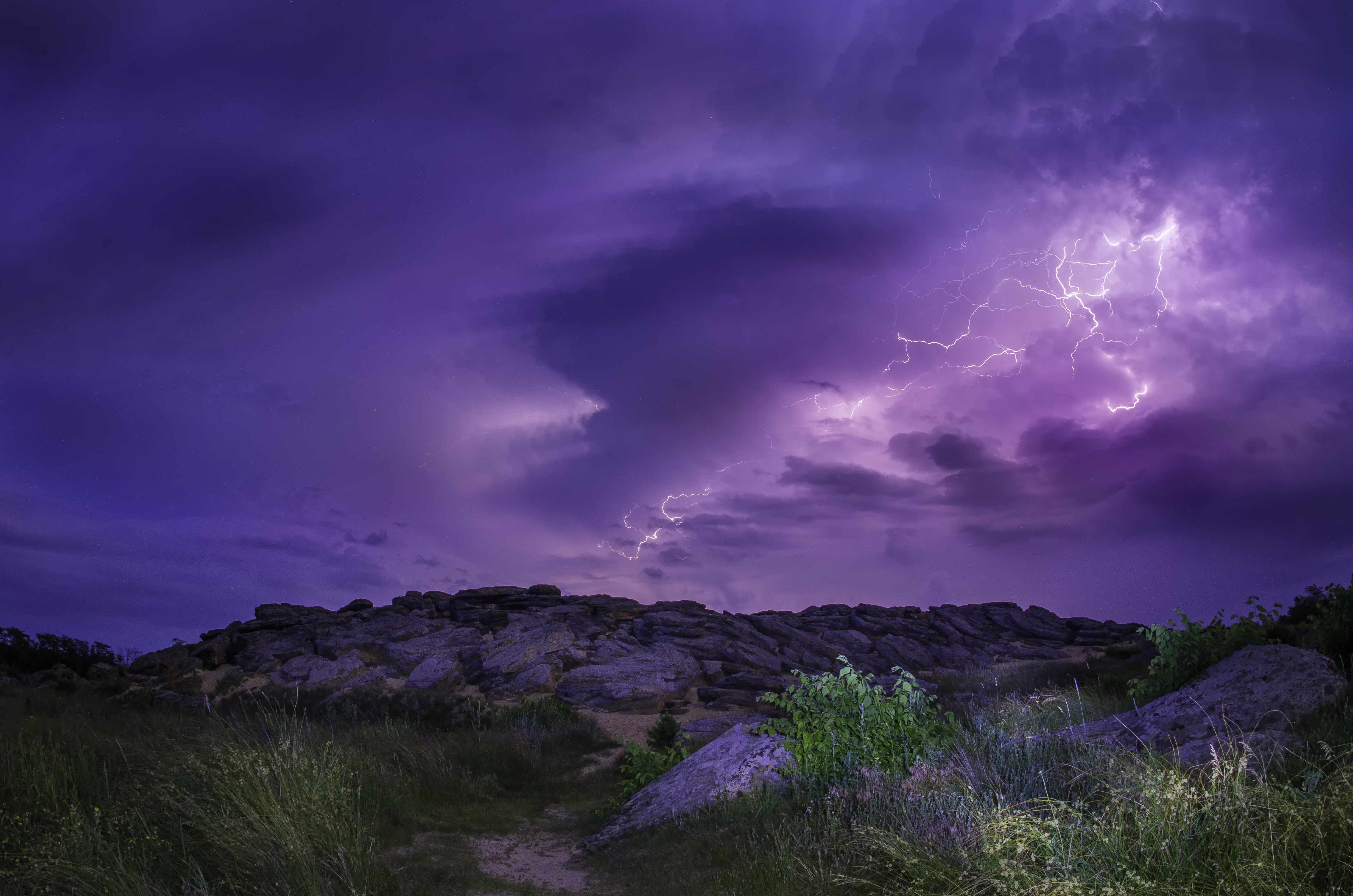
3 місце — Анатолій Волков. Блискавка над Кам’яною Могилою.

2016 рік
1 місце — Сергій Рижков. «Захід сонця на вершині скелі Соколине око». Геологічна пам'ятка «Протяте Каміння», Чернівецька область.
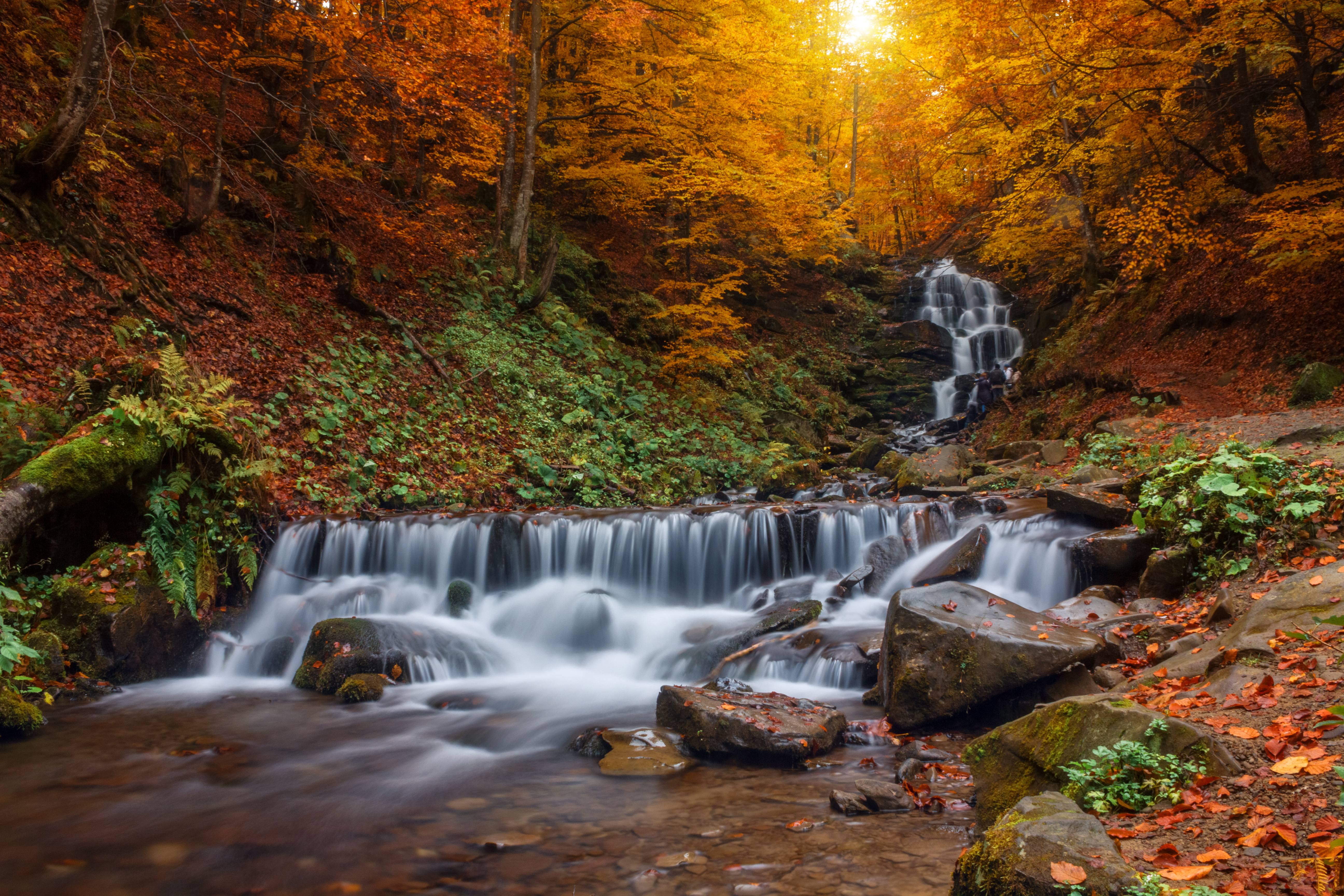
2 місце — Катерина Красницька. «Водоспад Шипіт». Гідрологічна пам'ятка природи в Українських Карпатах.
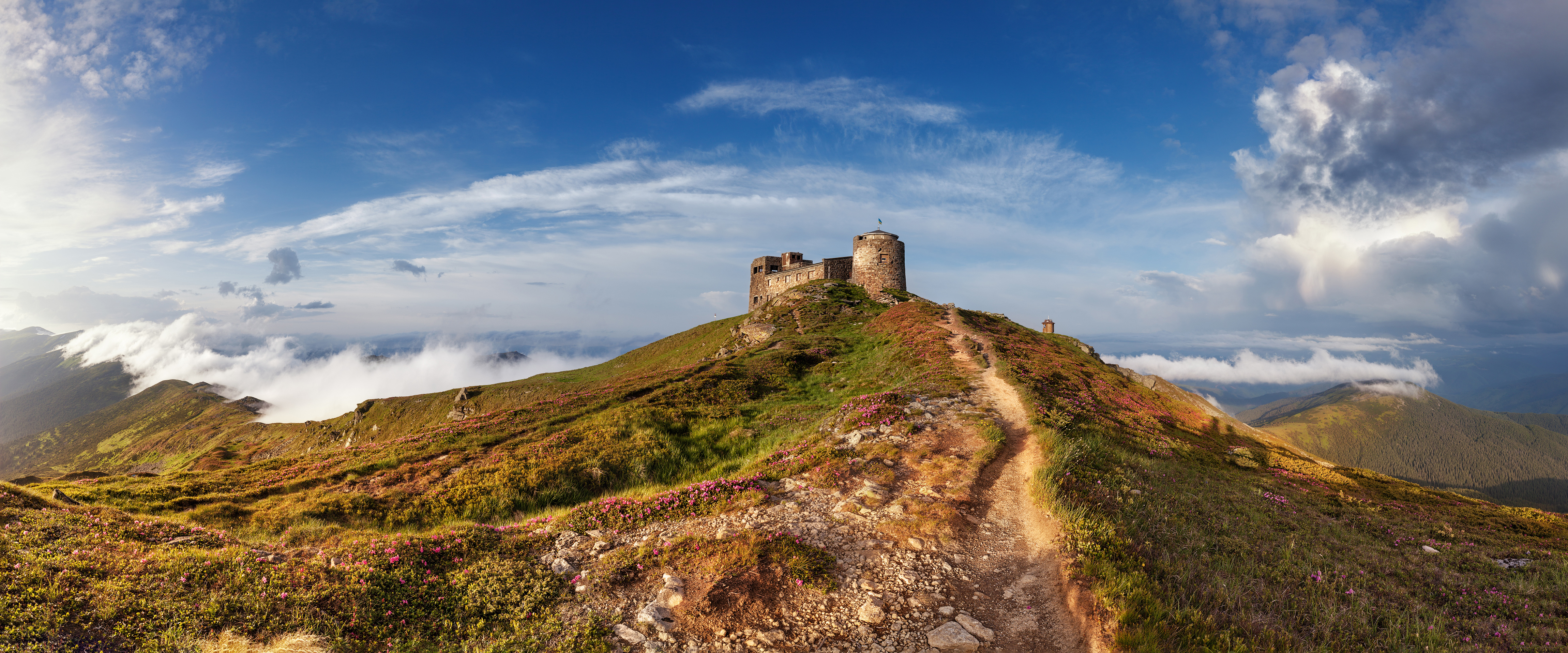
3 місце — Микола Хорошков. «Стара обсерваторія Білий слон на горі Піп Іван Чорногорський». Карпатський національний природний парк, Івано-Франківська область.

2015 рік
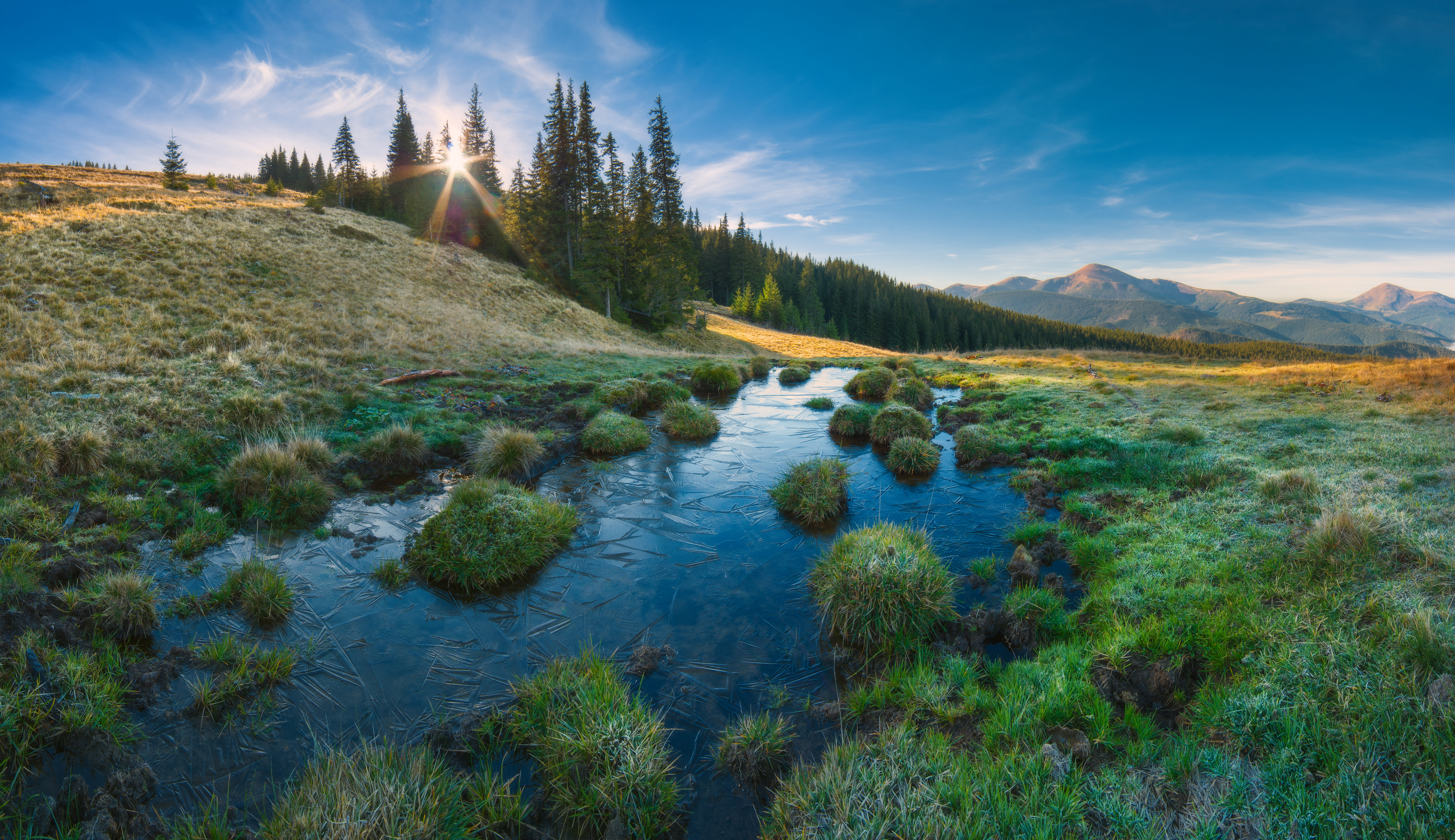
1 місце — Віталій Башкатов. Карпатський морозний ранок. Карпатський біосферний заповідник.
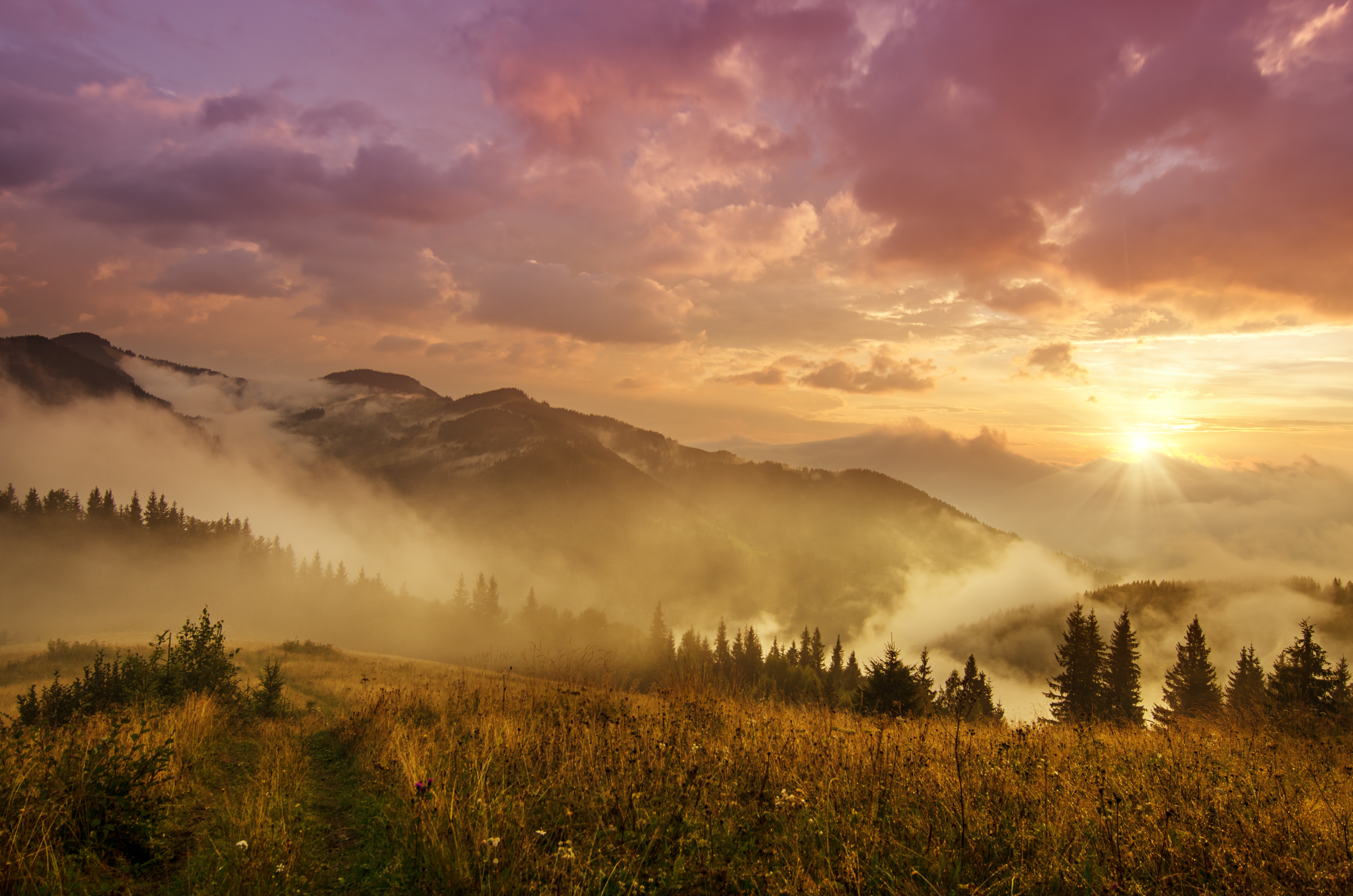
2 місце — Роксана Баширова. Світанок у Карпатах. Карпатський національний природний парк.
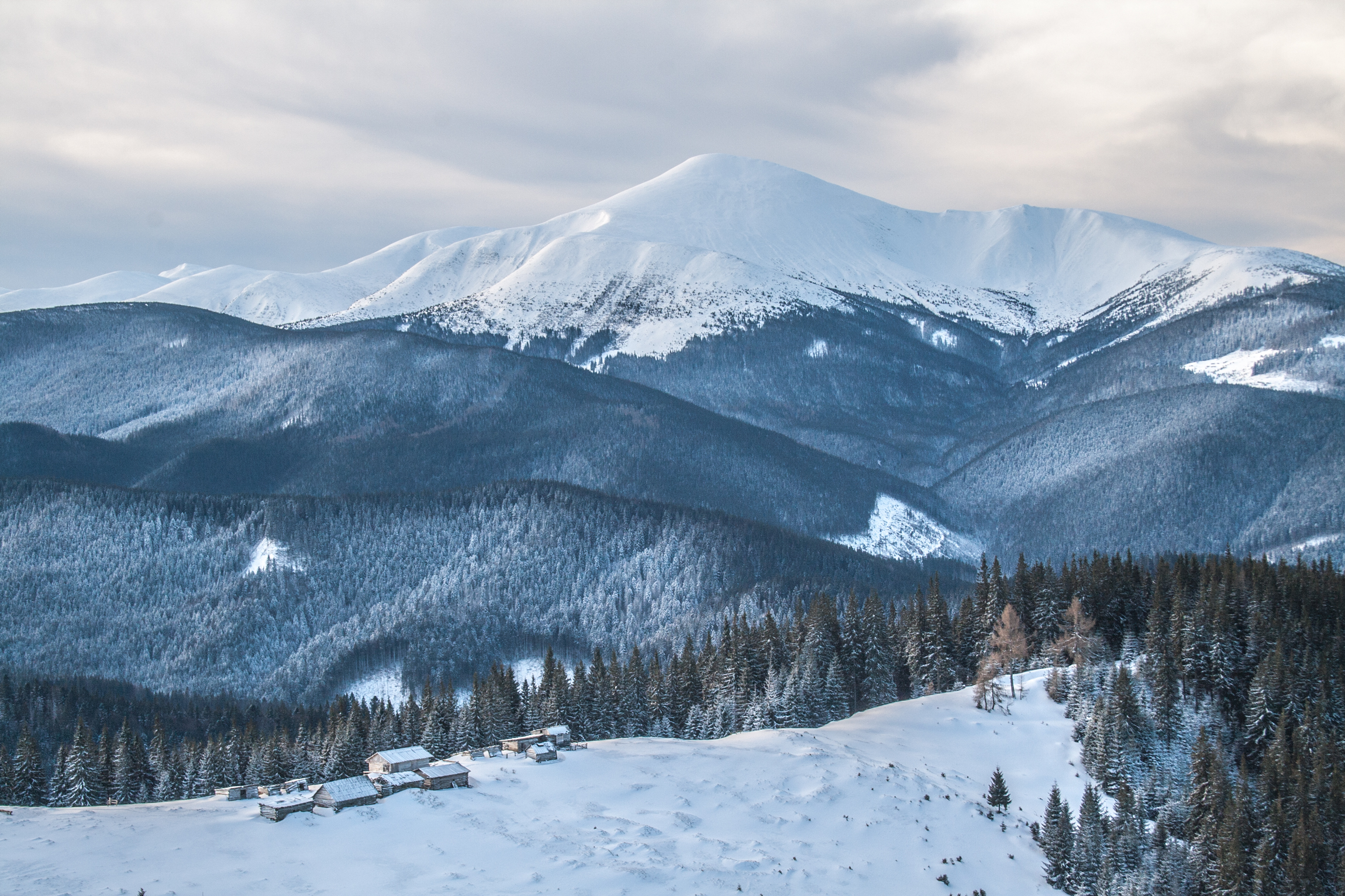
3 місце — Роберт Лабчук. Говерла. Карпатський національний природний парк.

2014 рік
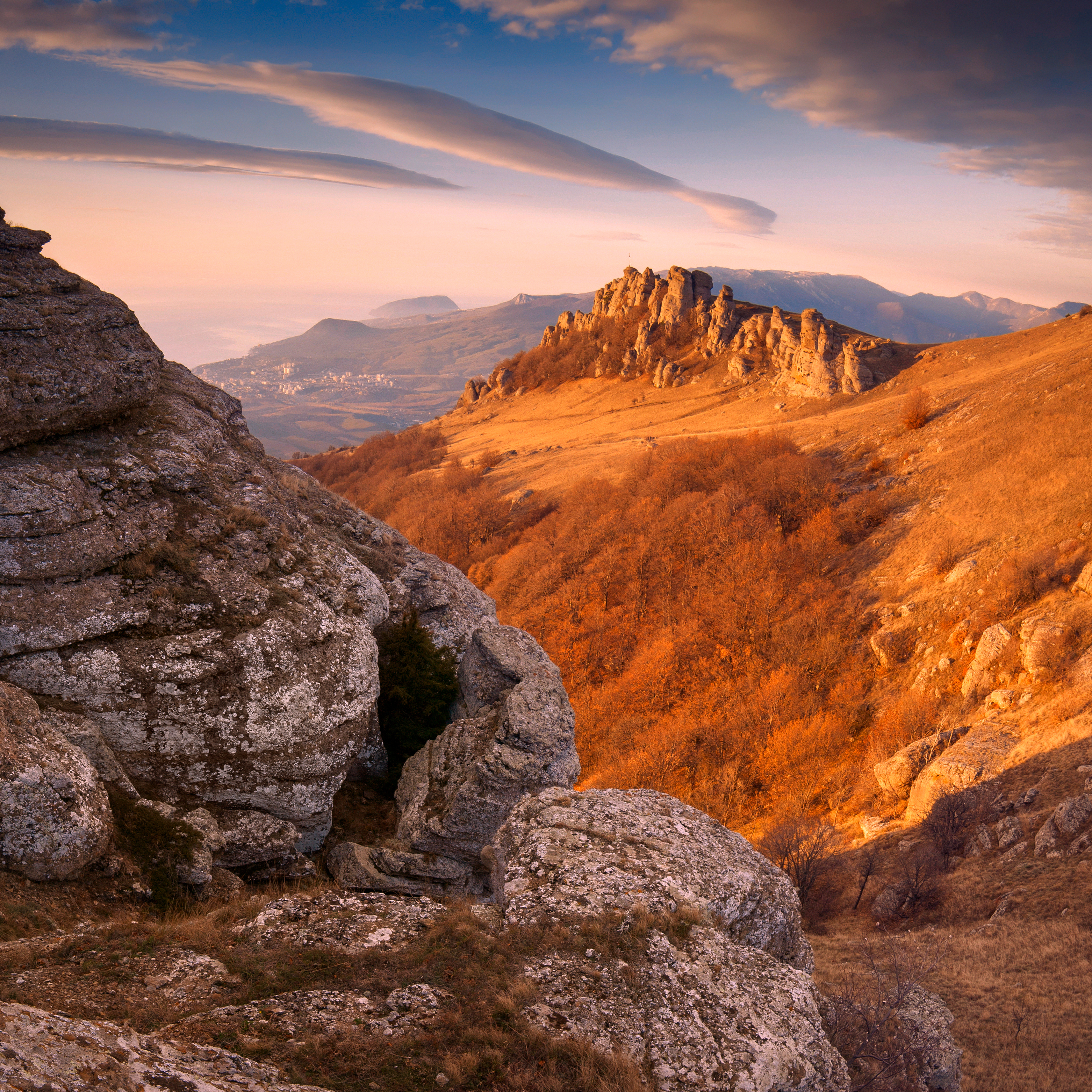
1 місце — Віталій Башкатов, «Скелі Демерджі». Ландшафтний заказник «Демерджі-яйла», АР Крим
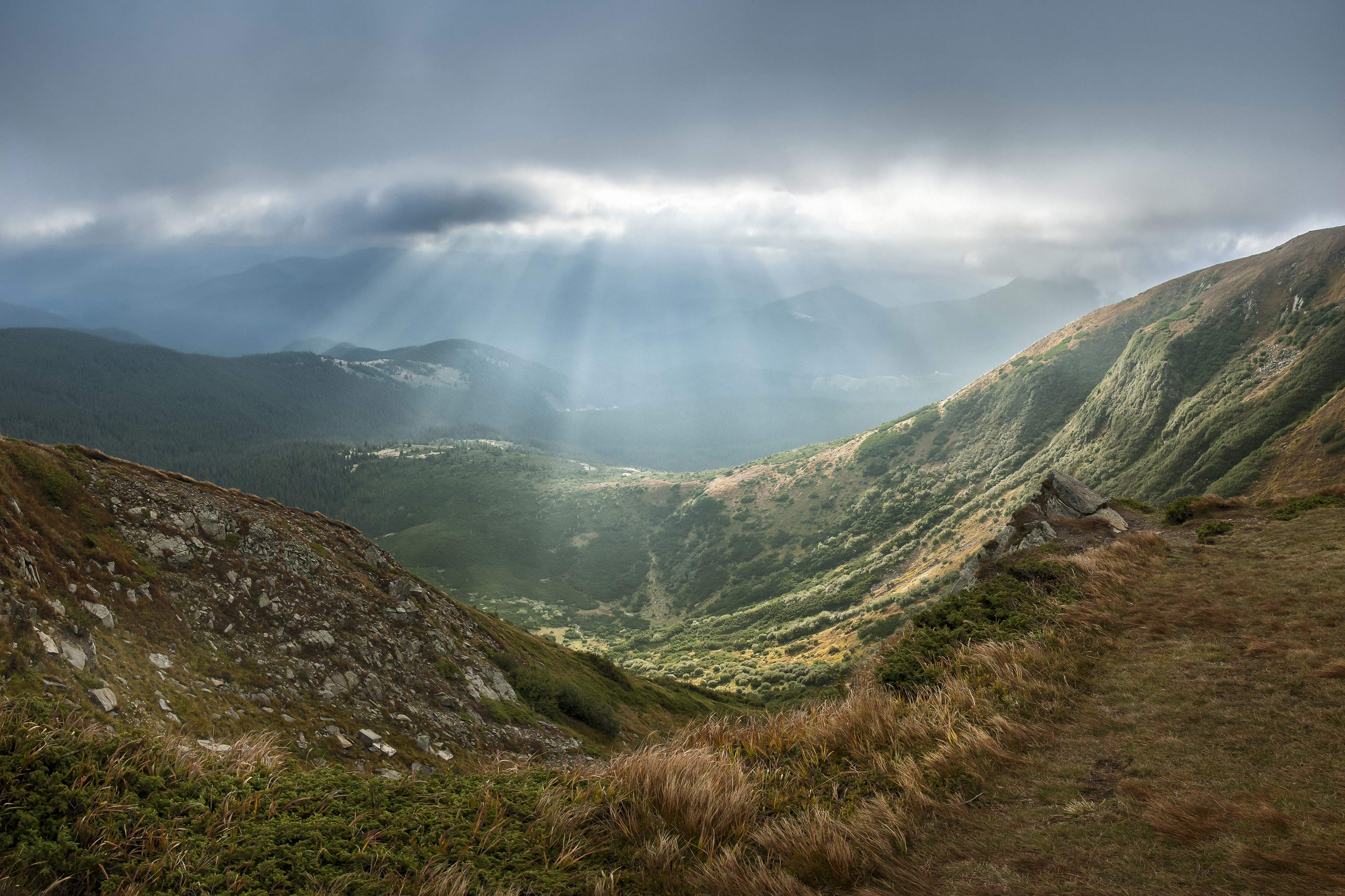
Переможець першого міжнародного фотоконкурсу "Вікі любить Землю", 2 місце української частини — Дмитро Балховітін, робота "Вид з Говерли на Карпатський національний парк". Карпатський національний природний парк, Івано-Франківська область
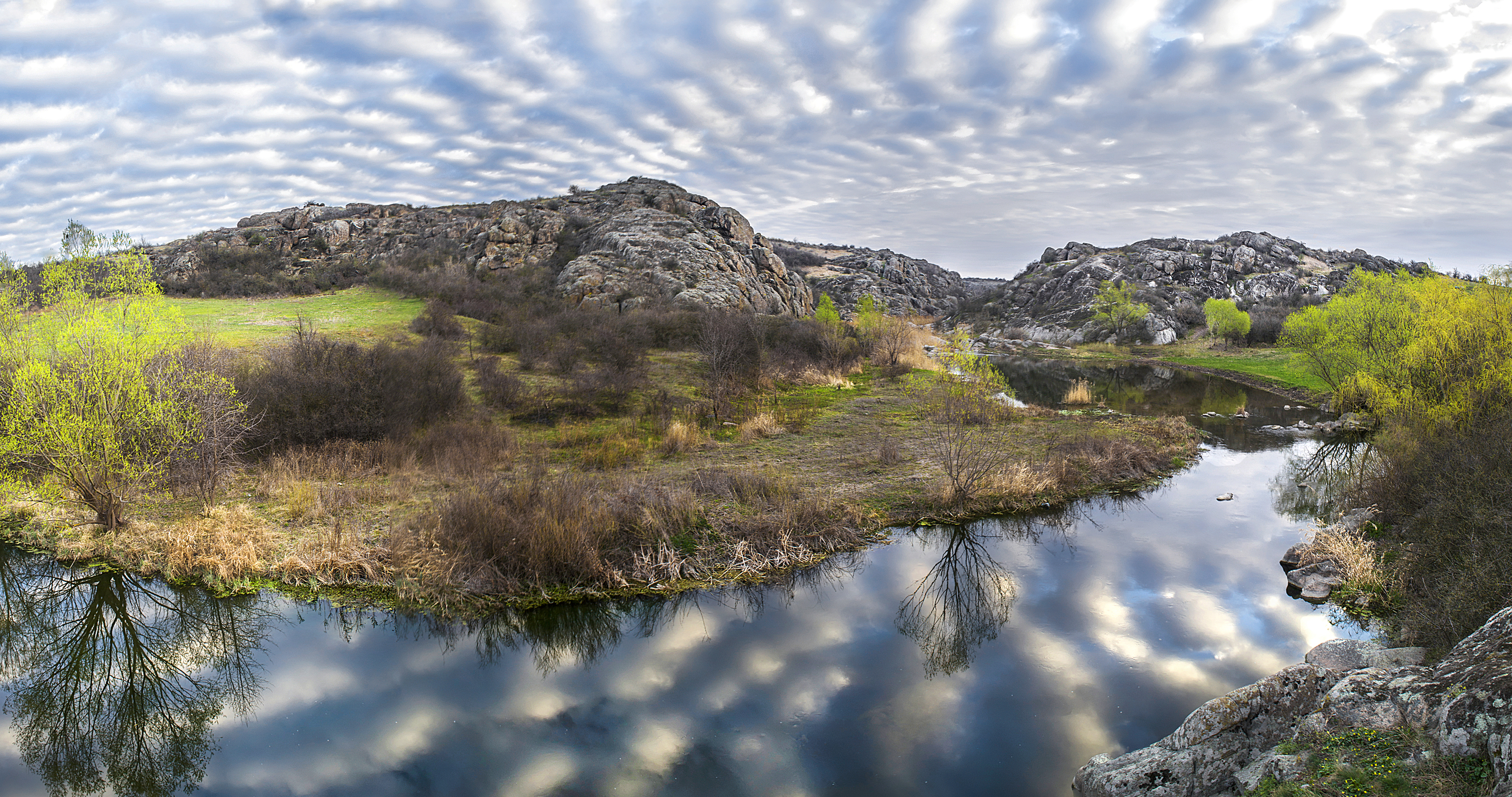
3 місце — Анастасія Сак, "Актовський каньйон". Регіональний ландшафтний парк «Гранітно-степове Побужжя», Миколаївська область

2013 рік
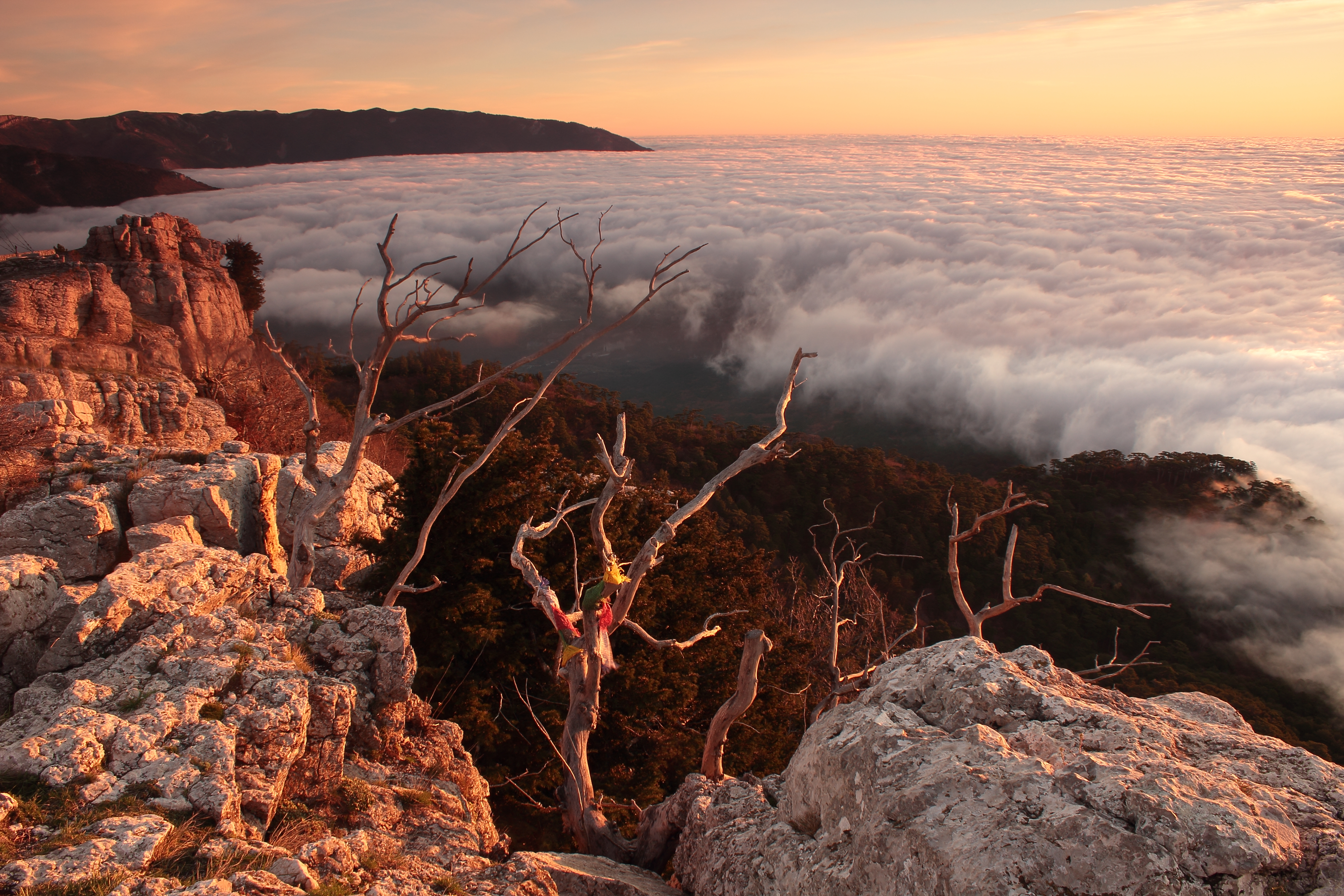
1 місце — Катерина Красницька, робота «Світанок на г. Ай-Петрі»
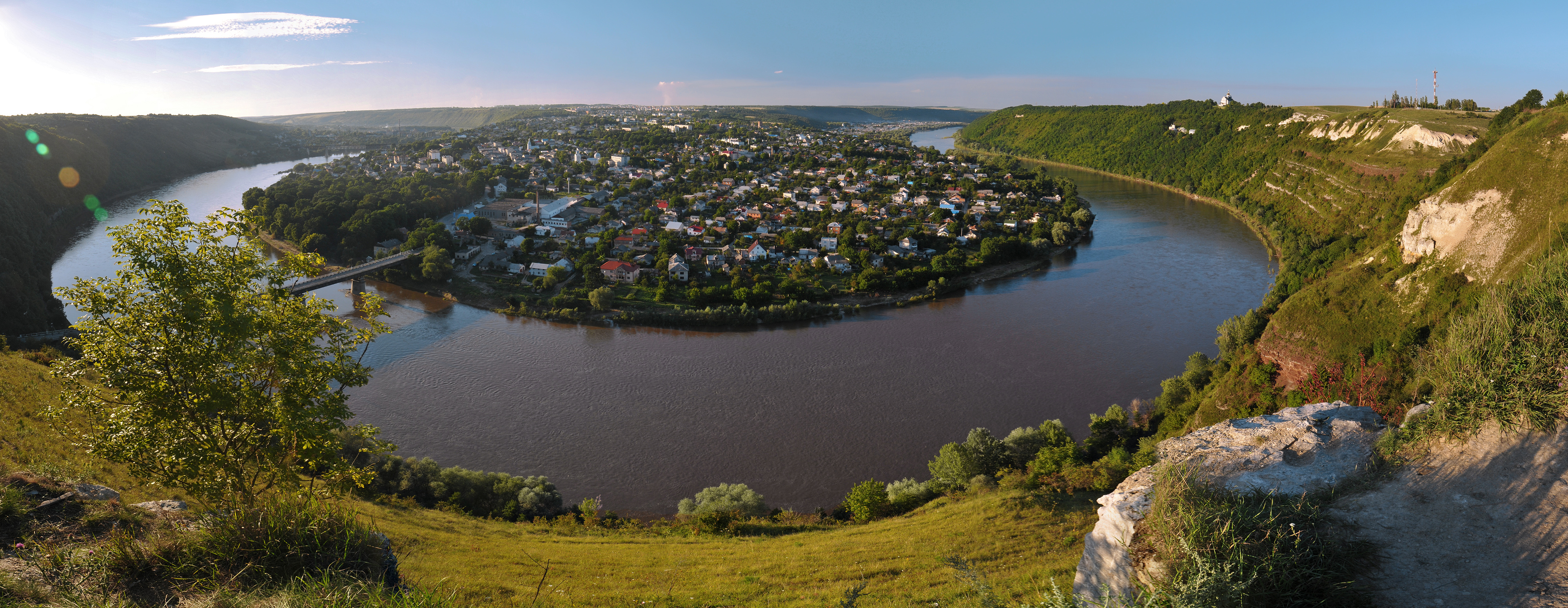
2 місце — Сергій Криниця (Haidamac), «Дністровський каньйон», м. Заліщики, Тернопільська область
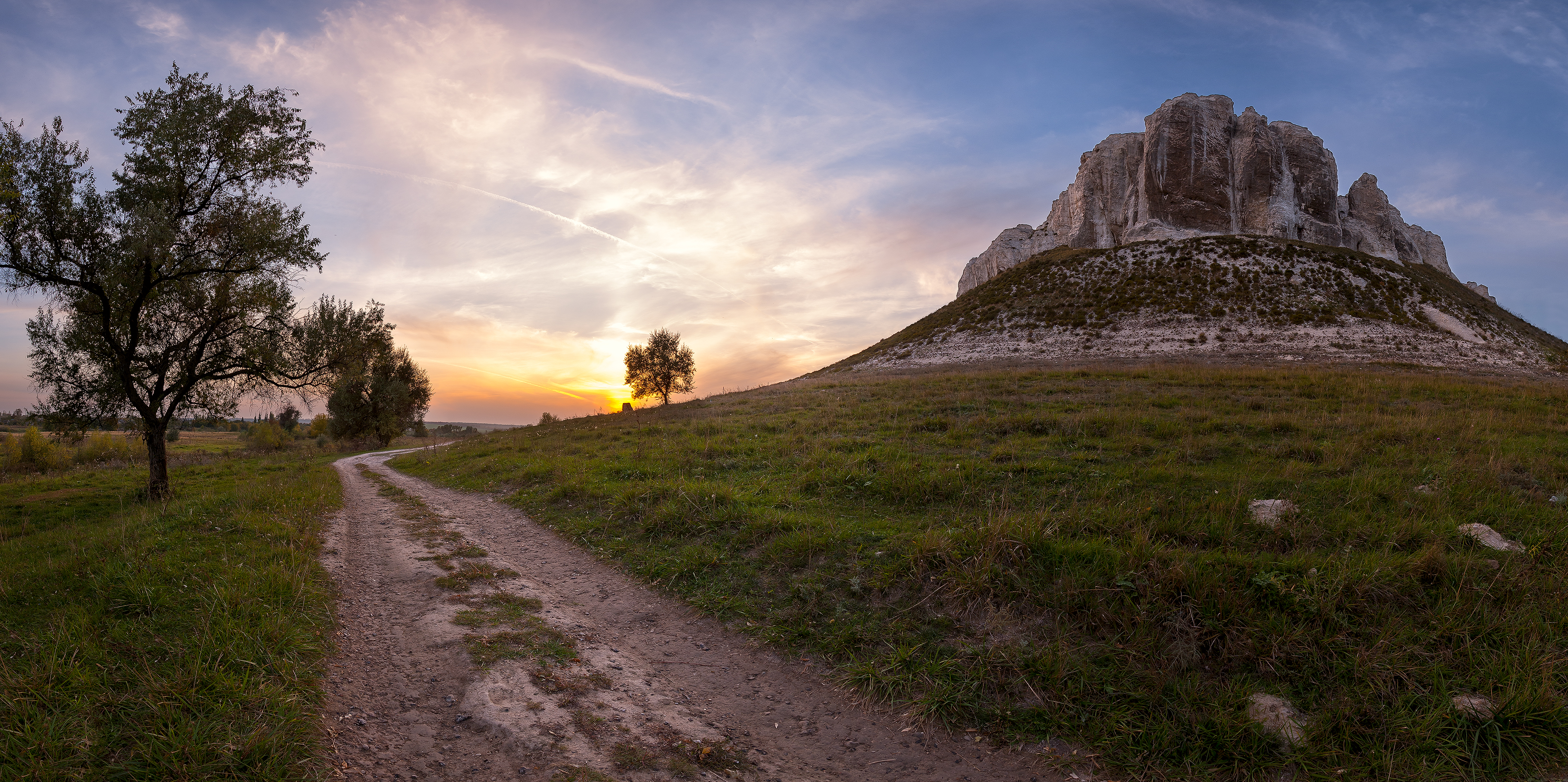
3 місце — Дмитро Балховітін, «Скелеподібне оголення верхньої крейди», м. Краматорськ, Донецька область